# ダイハツ・テリオス
テリオス（TERIOS）は、ダイハツ工業が製造・販売している自動車である。

## 概要
日本においてテリオスとして販売されたのは初代のみであり、車格や構成は異なるが、販売上はラガーおよびロッキーの顧客層の受け皿として発売された。
のちに発売された「テリオスキッド」と車体の多くが共通であることから、全幅が1,555 mm（荷室を除く室内寸法もテリオスキッドとほぼ同じ）とコンパクトであるが、リアオーバーハングの延長により、小型車にふさわしい荷室容積を確保している。
コンパクトカーでは数少ない縦置きエンジンであるが、これには、オフロードや深い雪の抵抗などの負荷を考慮した、比較的容量の大きなトランスミッションとトランスファーを無理なくレイアウトする目的がある。また悪路対策としてセンターデフロック機構を備え、比較的高い走破性を持つことや、狭い作業道にも進入可能であることから一部の林野庁森林管理署において官用車として使われている。
駆動方式は4WD、およびFR、エンジンは排気量1.3 Lの自然吸気仕様（HC-EJ型、後にK3-VE型）、およびターボ仕様（K3-VET型、2000年より）が用意されていた。
給油口はラガーおよびロッキーと同様、右側となっている。
この車はトヨタ自動車にOEM供給されていたトヨタ・キャミのベースとなっている。また、リアオーバーハングを大幅に短縮した軽自動車規格のテリオスキッドも存在する。
日本国内では1997年4月から2006年1月まで販売されていたが、モデルチェンジの際に名称をビーゴに変更した。なお、海外ではビーゴが2代目テリオスとして販売された地域があり、さらに3代目も導入されている。

## 初代 J100/102/122G型（1997年 - 2006年）

### 年表

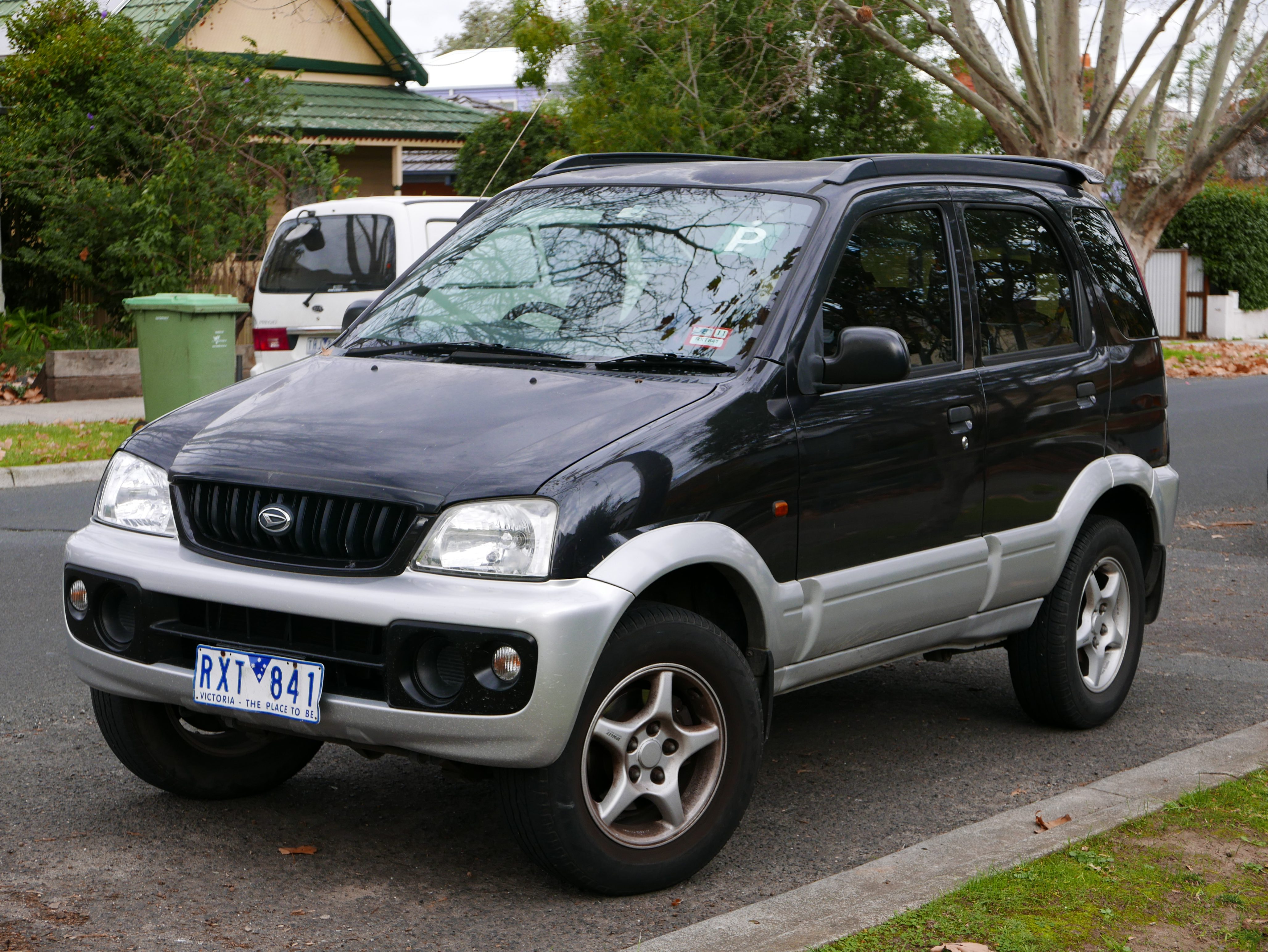
1997年4月 - 登場（型式J100G）。登場時のキャッチフレーズは「Virgin 4WD（ヴァージン・ヨンク）」。CMキャラクターには神田うのを起用。
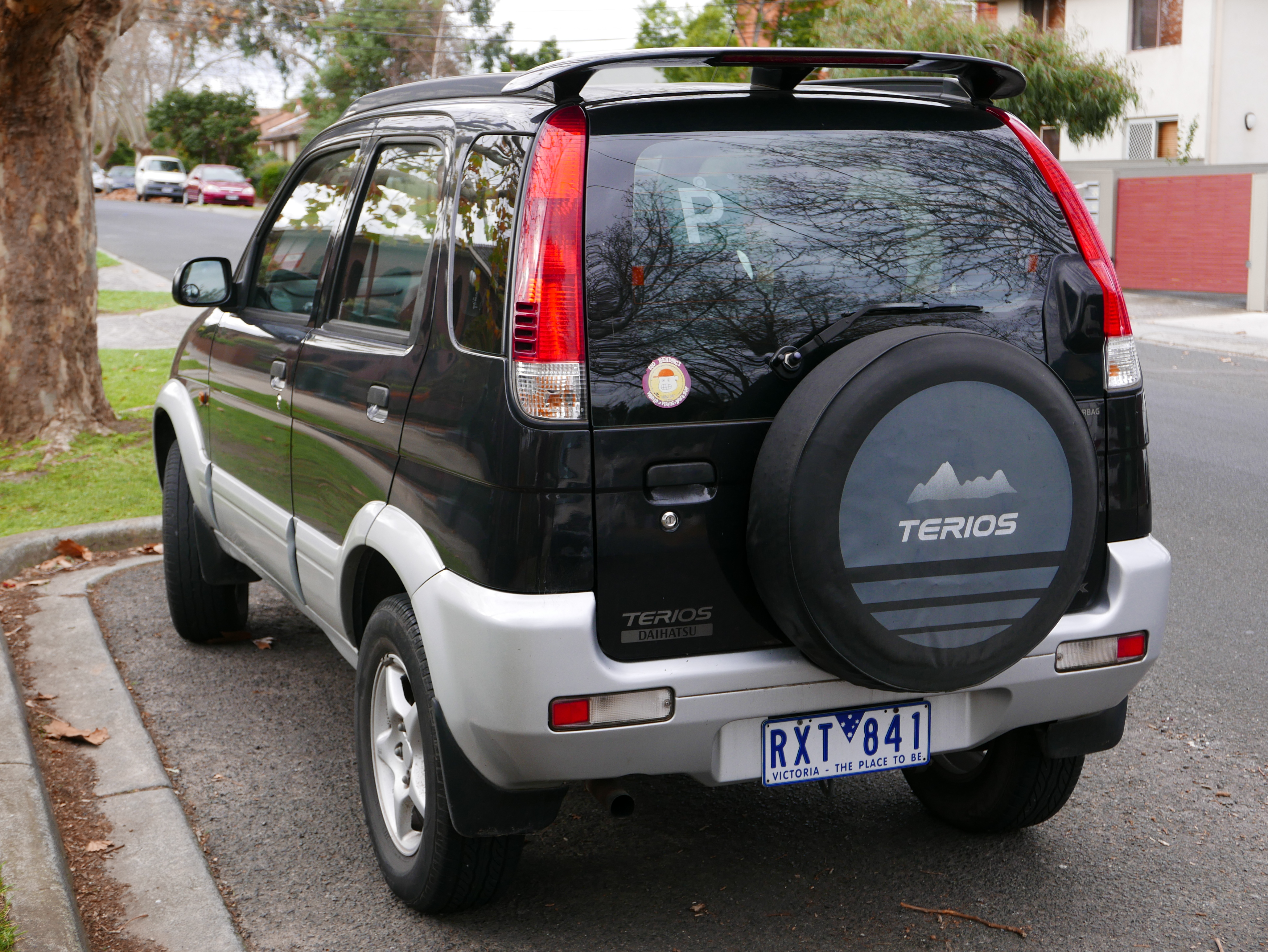
1998年8月 - マレーシアの現地合弁会社プロドゥアより、クンバラ（KEMBARA）として発売開始[2]。

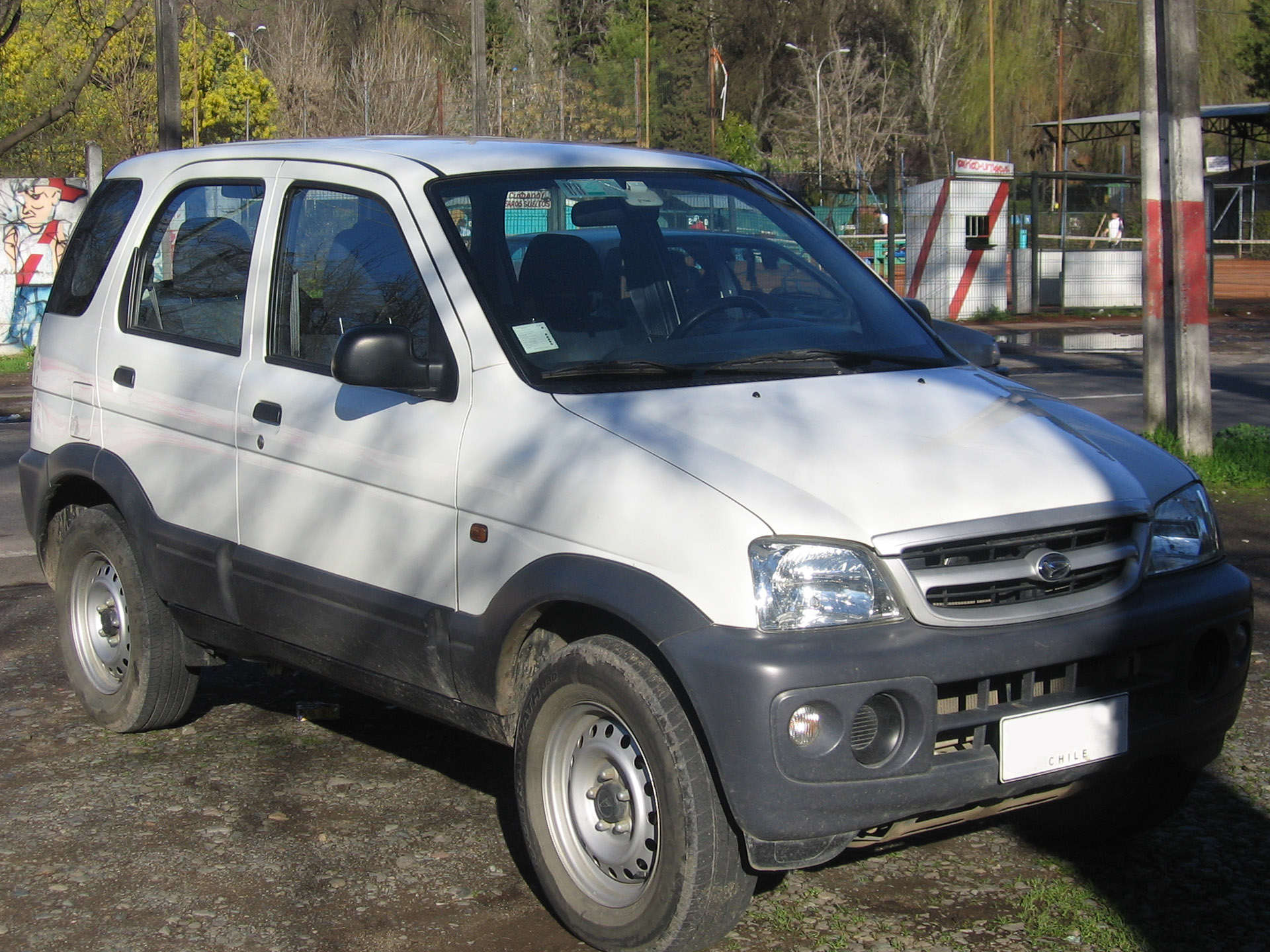
1998年9月 - 最初のマイナーチェンジ。全車に衝突安全ボディーTAF（タフ）およびマルチリフレクターヘッドランプが採用される。これに伴いフロントラジエターグリルのエンブレムが「TERIOS」からダイハツのCIを模ったエンブレムに変更。
- 1999年4月 - エアロカスタムIIが追加。
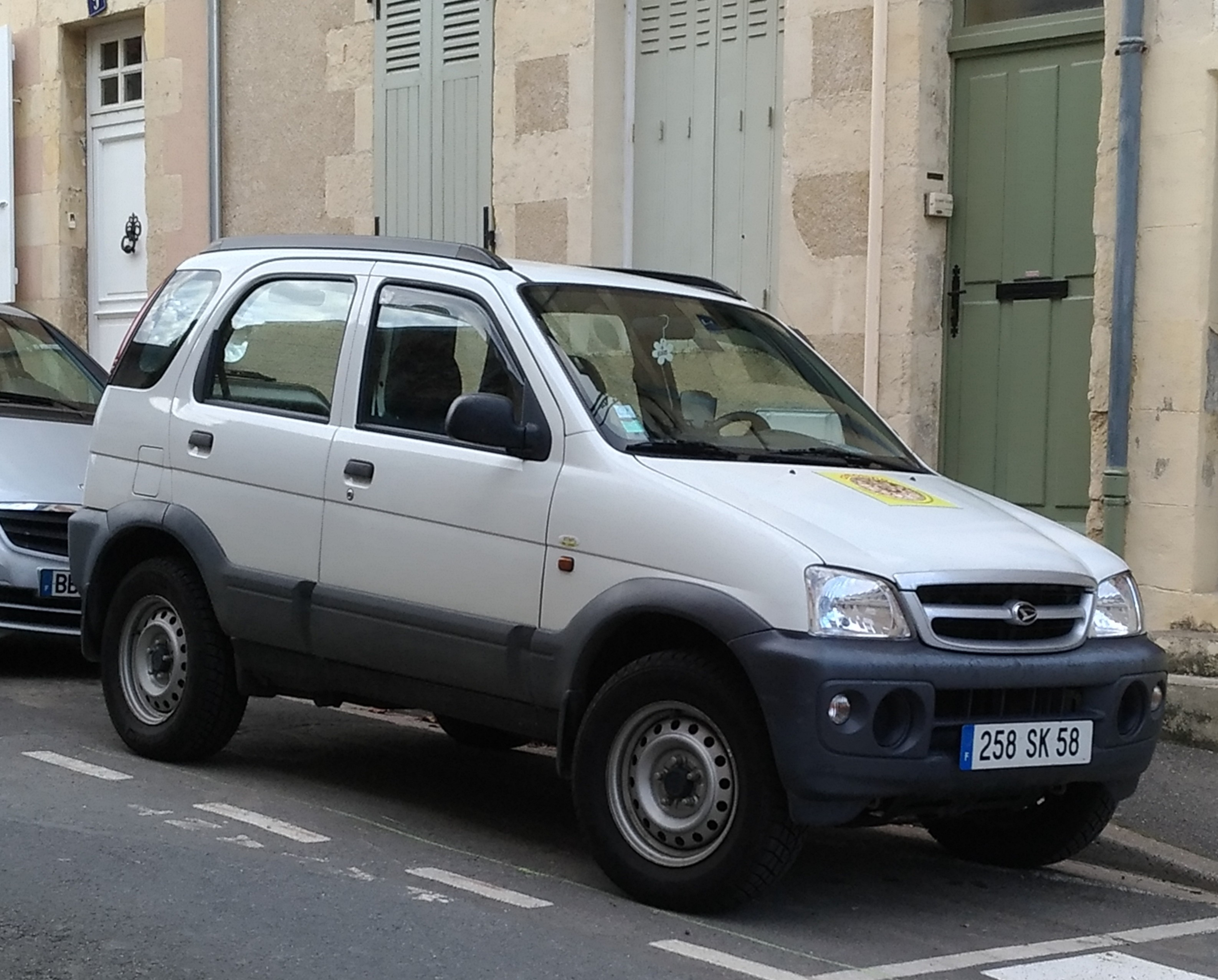
2000年5月 - 2度目のマイナーチェンジ。駆動方式にFRが追加、エンジンがHC-EJ型からK3-VE型に変更。（型式4WD:J102G、2WD:J122G）、更にヘッドランプが全車、4灯式丸型マルチリフレクターレンズを用いたタイプに変更。ターボ搭載モデル「ターボエアロダウンカスタム」を追加。（ターボのみ8月から発売）
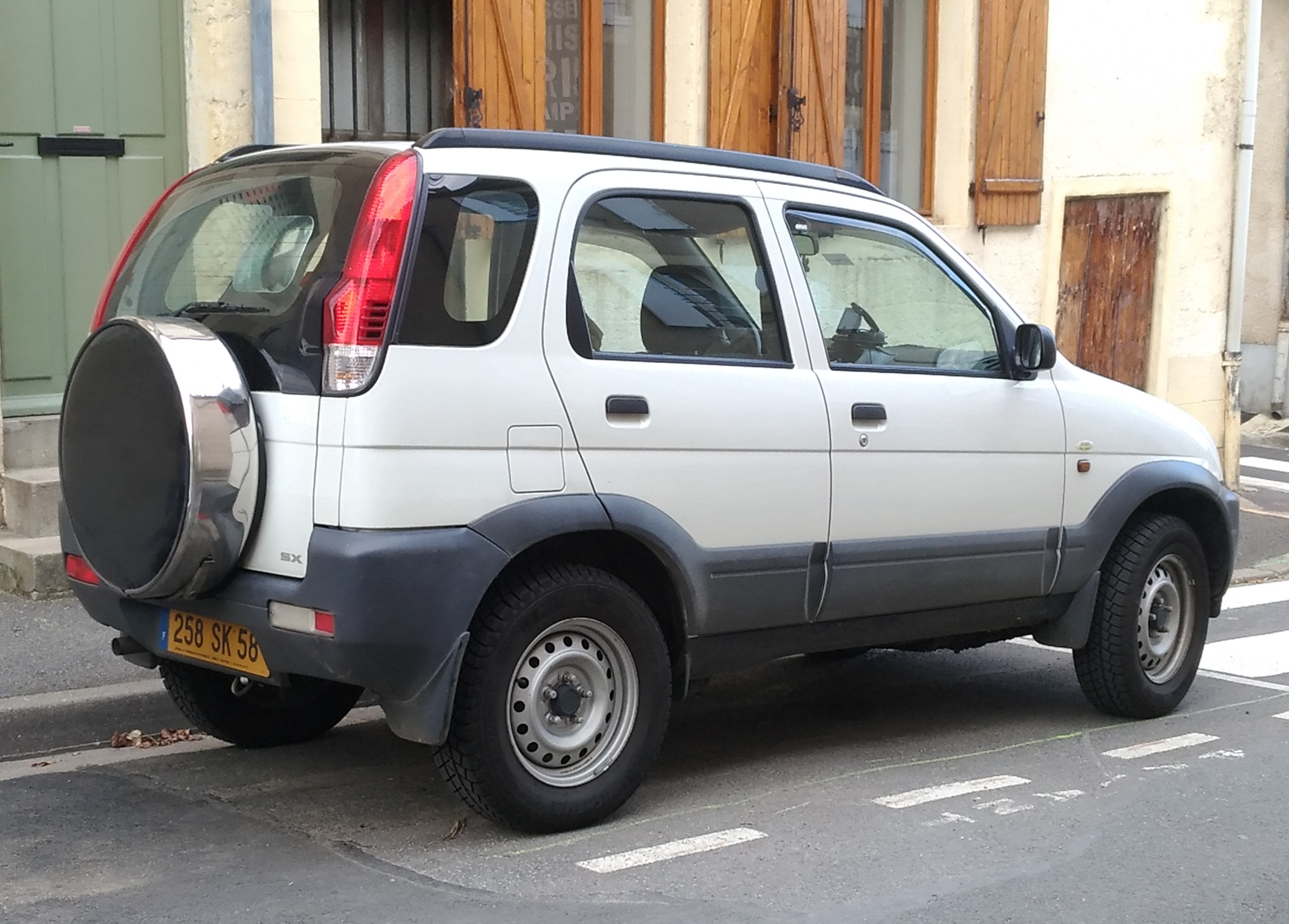
SXグレード（リア）

- 2002年1月 - 一部改良。
- 2003年8月 - 一部改良。
- 2005年11月 - 生産終了。在庫のみの販売となる。
- 2006年1月 - 後述する後継車種のビーゴに後を託す形で日本国内向けの販売終了。それと同時に公式サイトのカーラインナップから姿を消した。

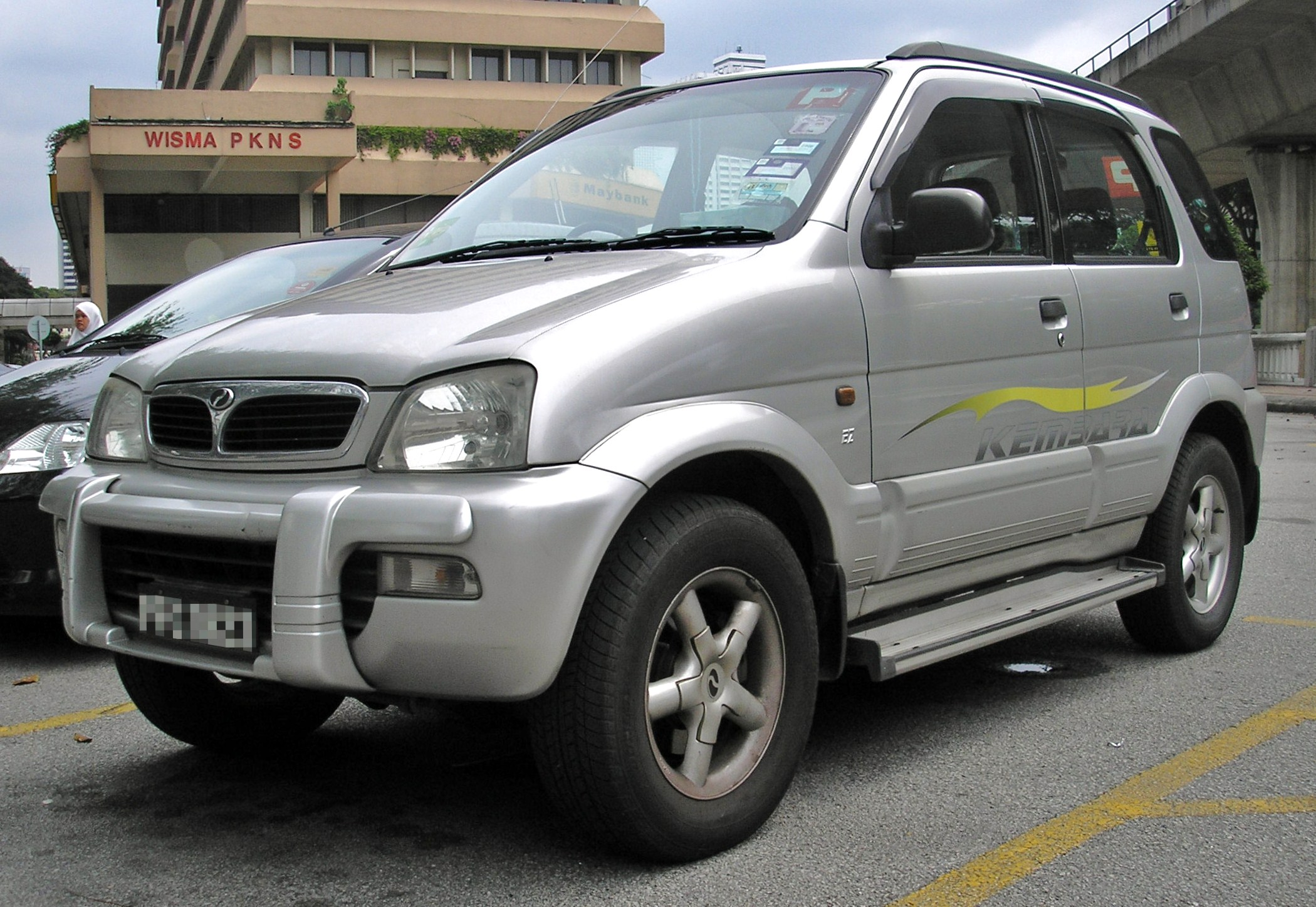
姉妹車のプロドゥア・クンバラ

前期型

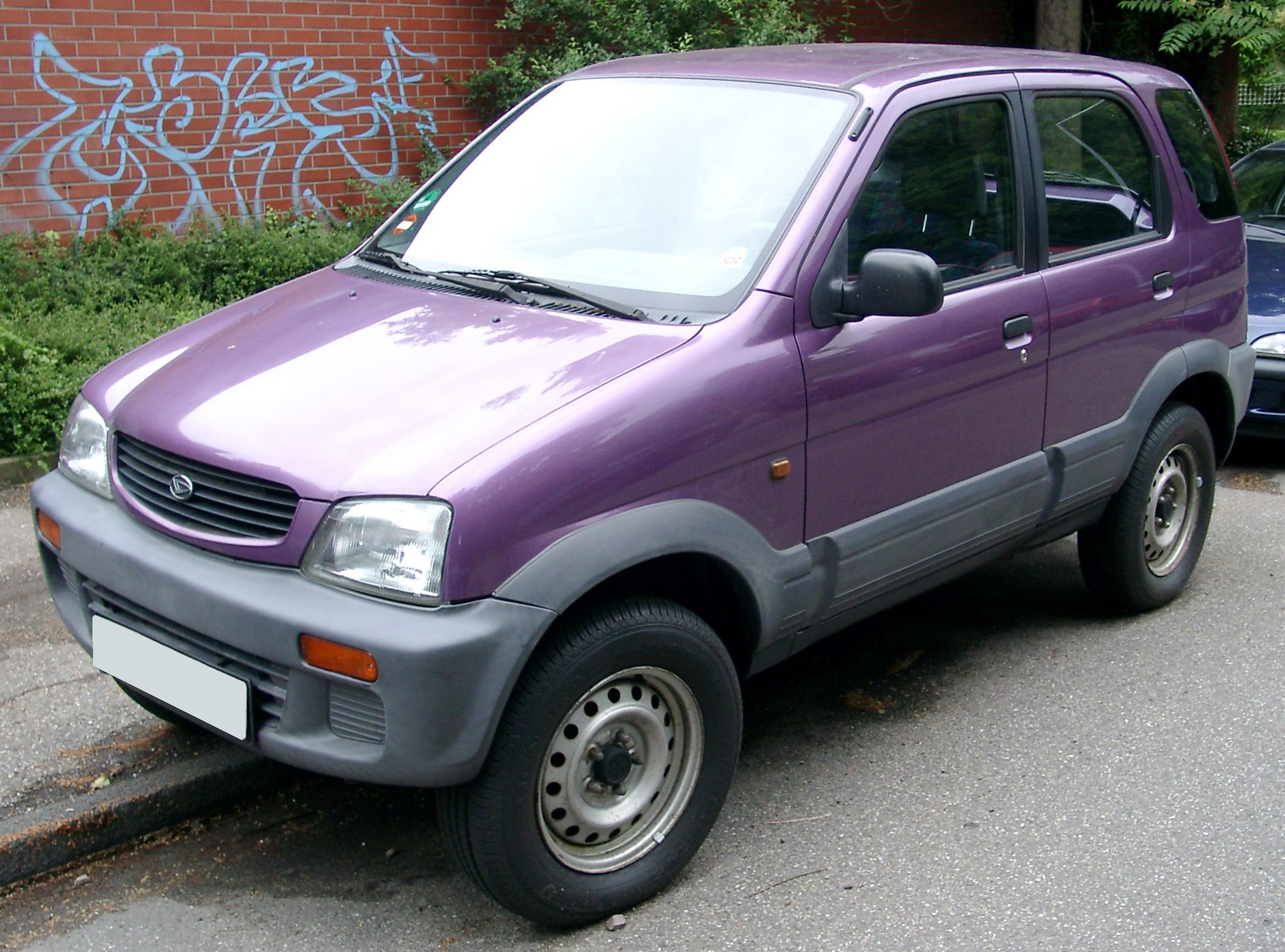
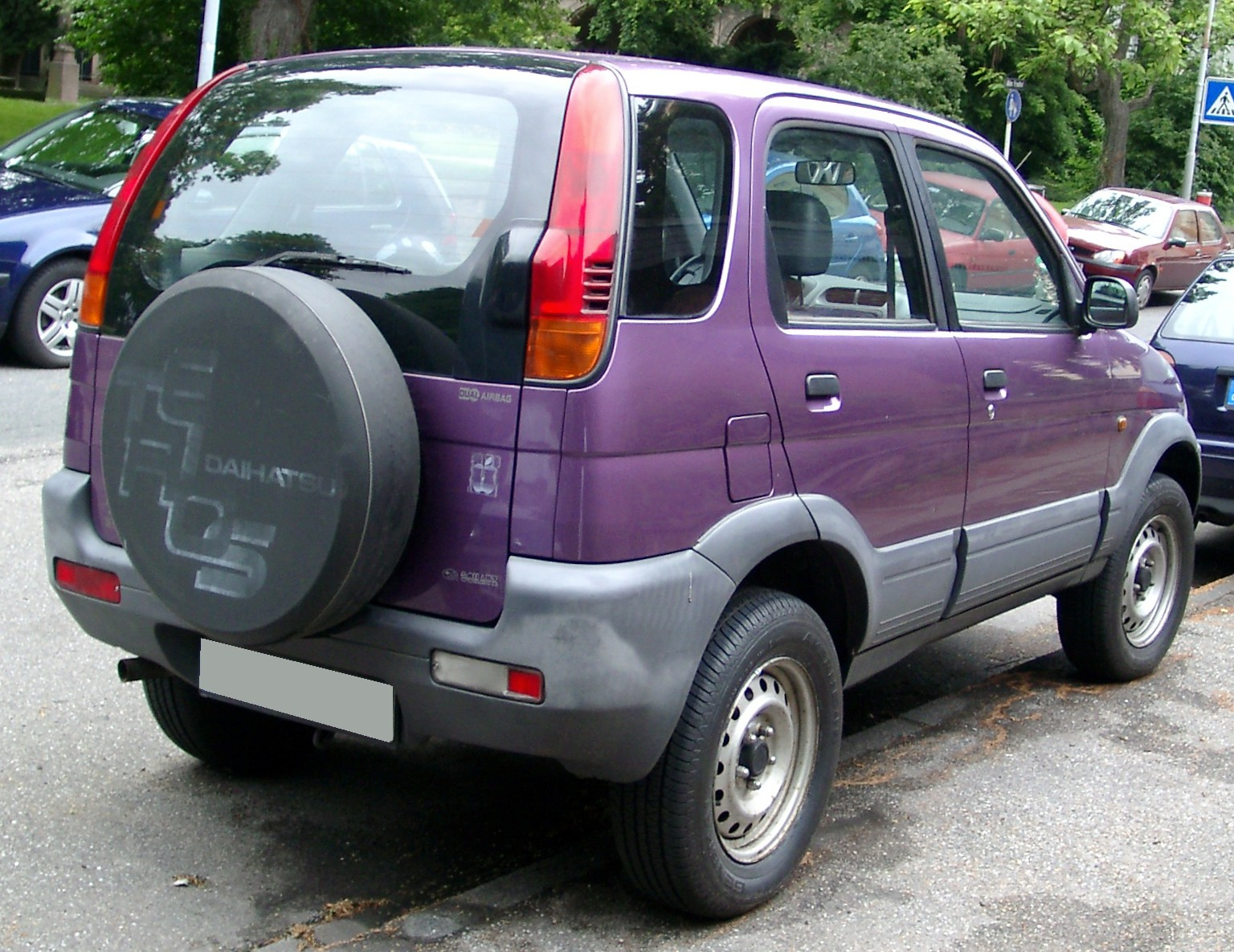
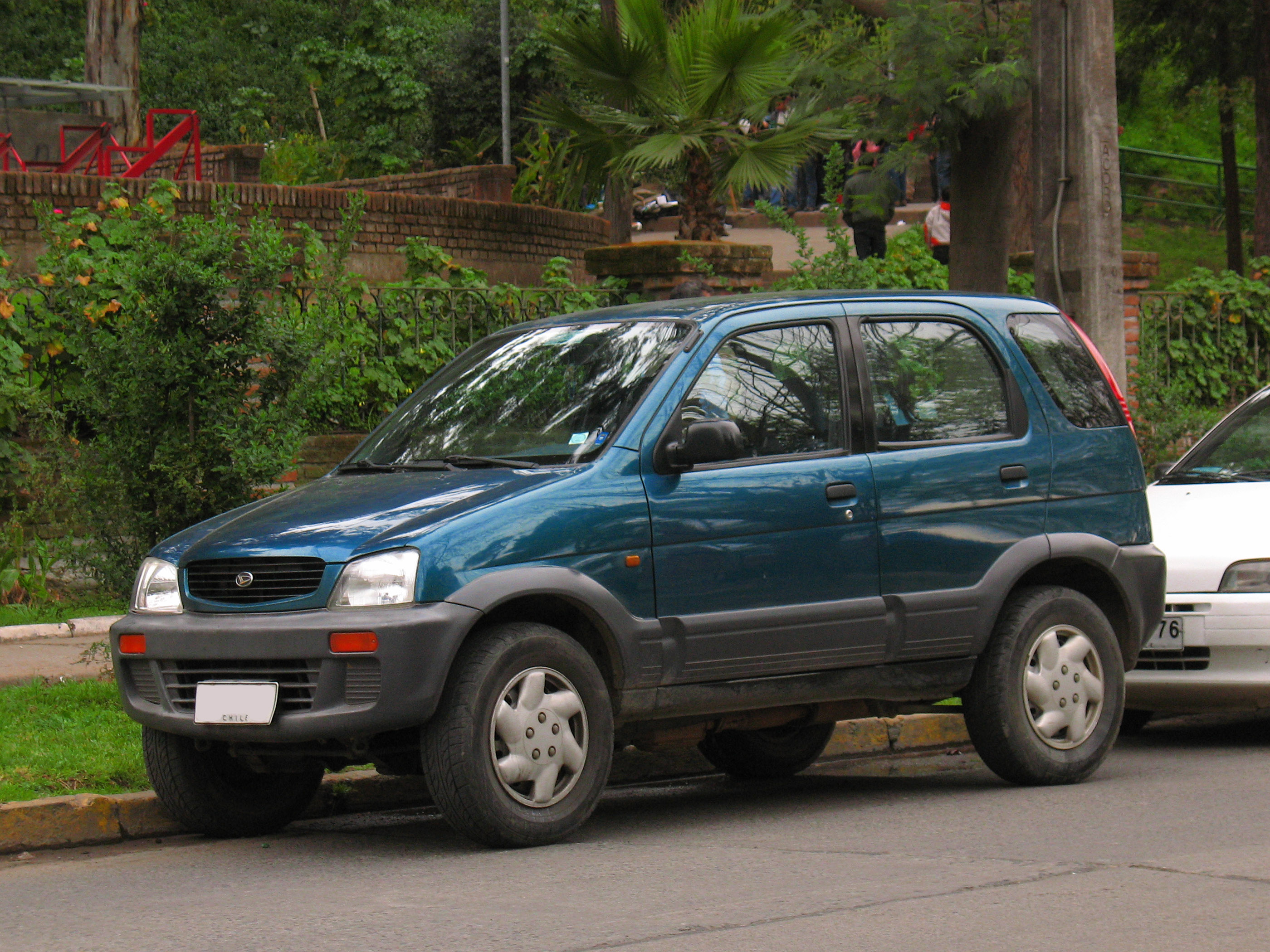
1.3 DXグレード

中期型
- SXグレード（フロント）
- SXグレード（リア）

後期型
- 1.3 DXグレード
- SXグレード（フロント）
- SXグレード（リア）

## 2代目 J200/F700型（2006年 - 2018年）
詳細はダイハツ・ビーゴを参照
- 2006年1月、モデルチェンジ。日本国内向けは名称を「ビーゴ」（OEM供給モデルはキャミの後継車のトヨタ・ラッシュ）に変更した。国外向けにはビーゴにはないロングボディの7人乗り仕様（F700型）も用意された。軽自動車版のテリオスキッドは2012年まで初代モデルベースで継続して生産された。

前期型

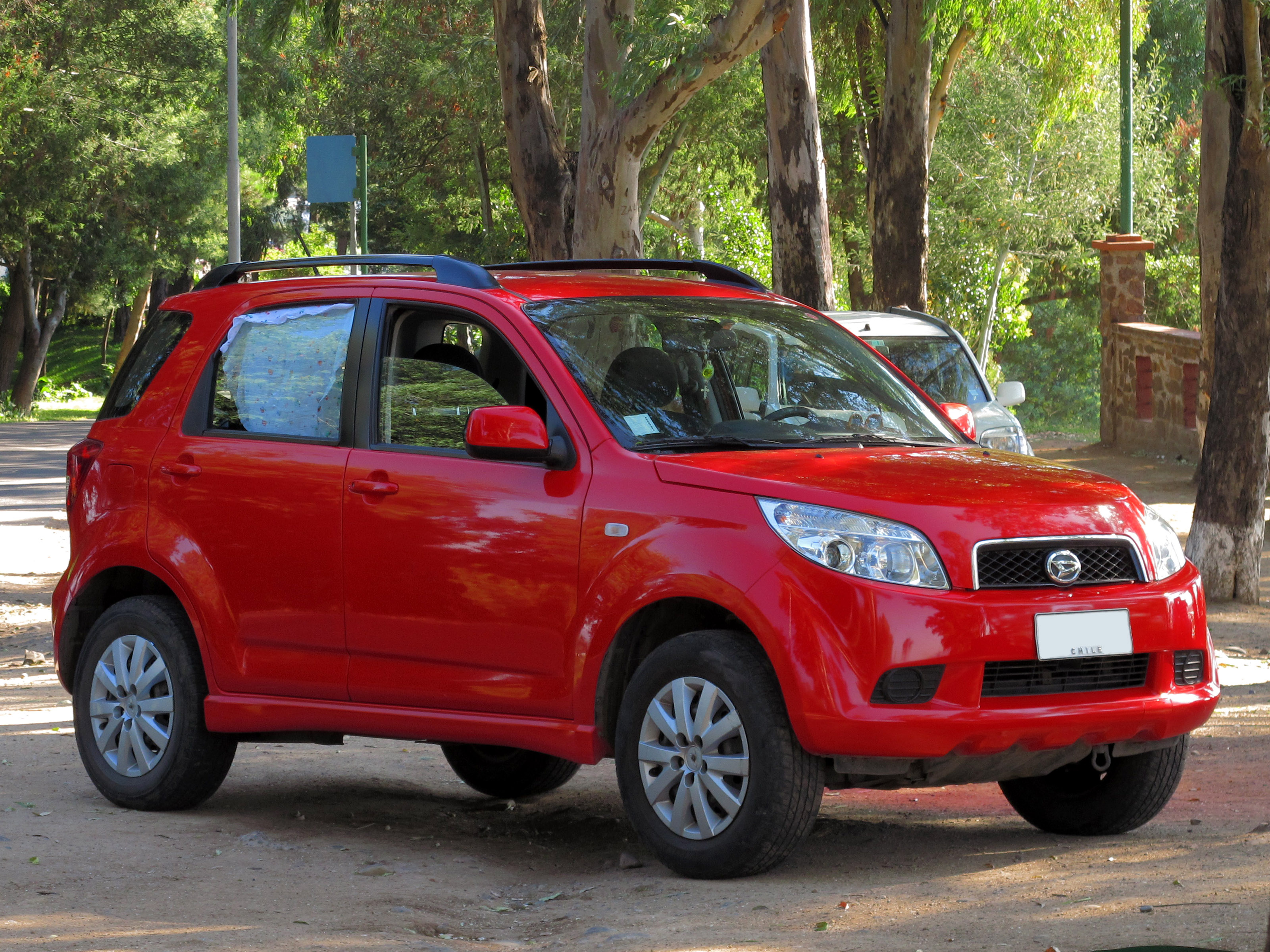
1.5 グレード（フロント）
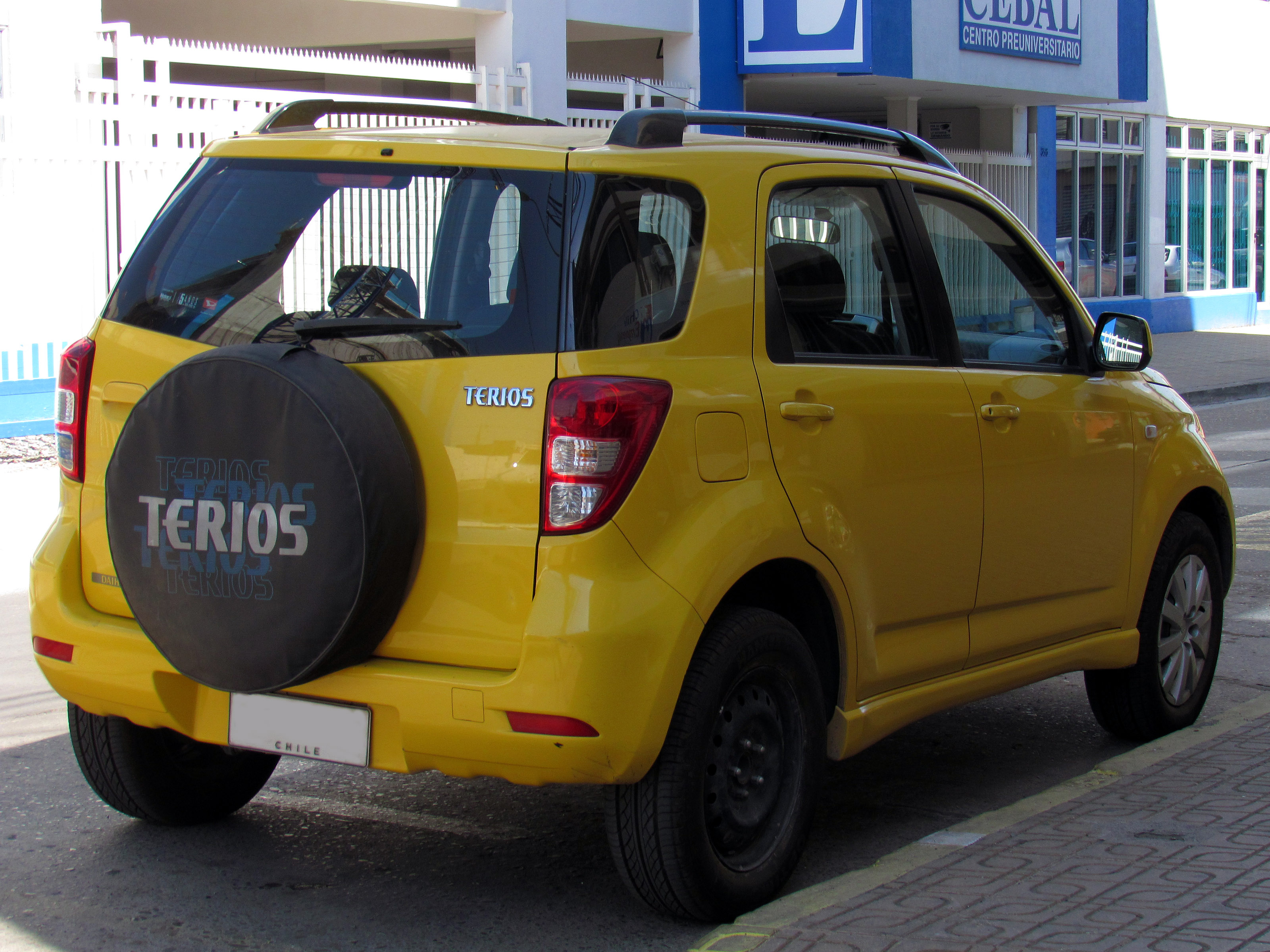
1.5 グレード（リア）
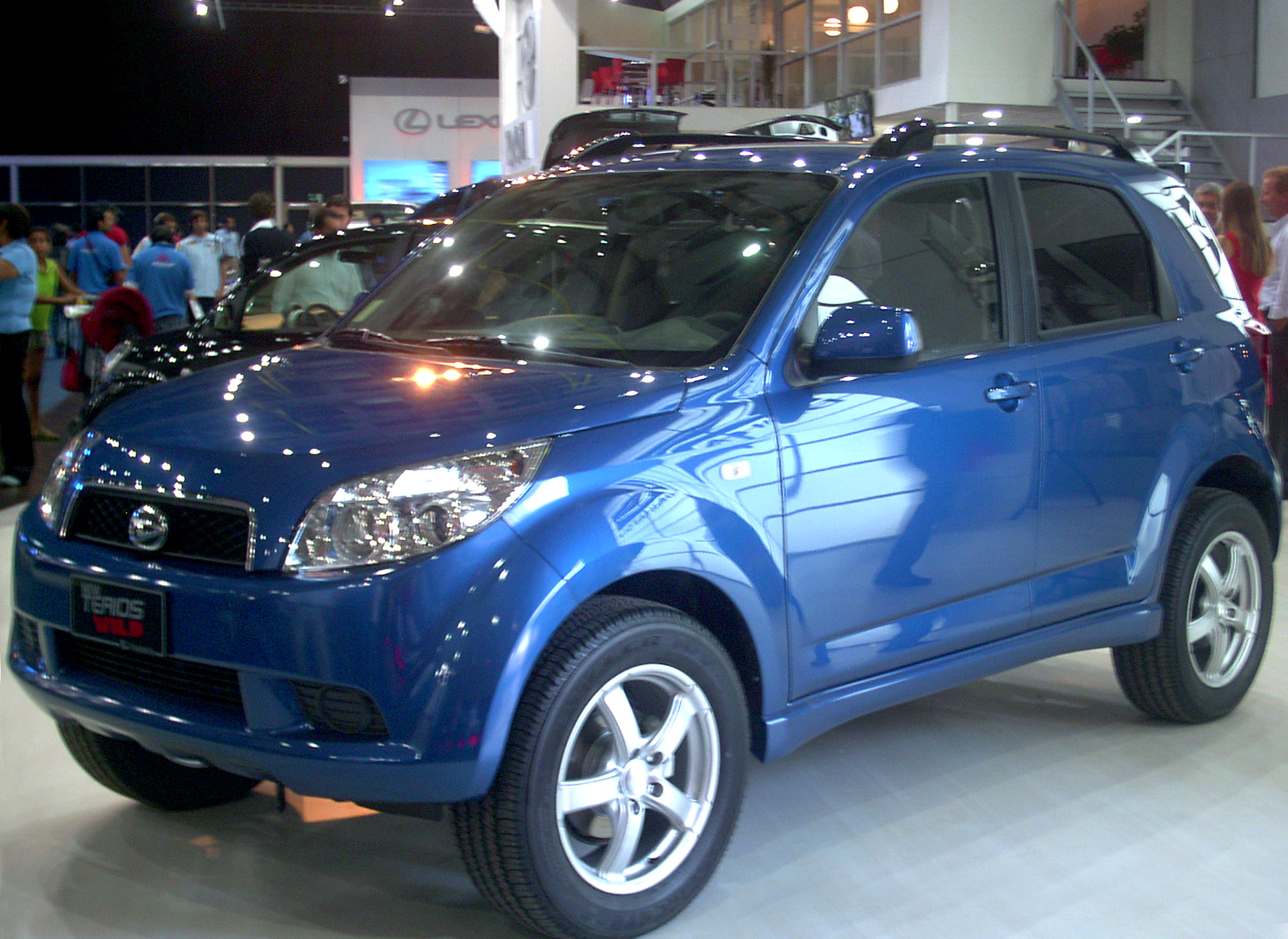
1.5 ワイルドグレード

中期型

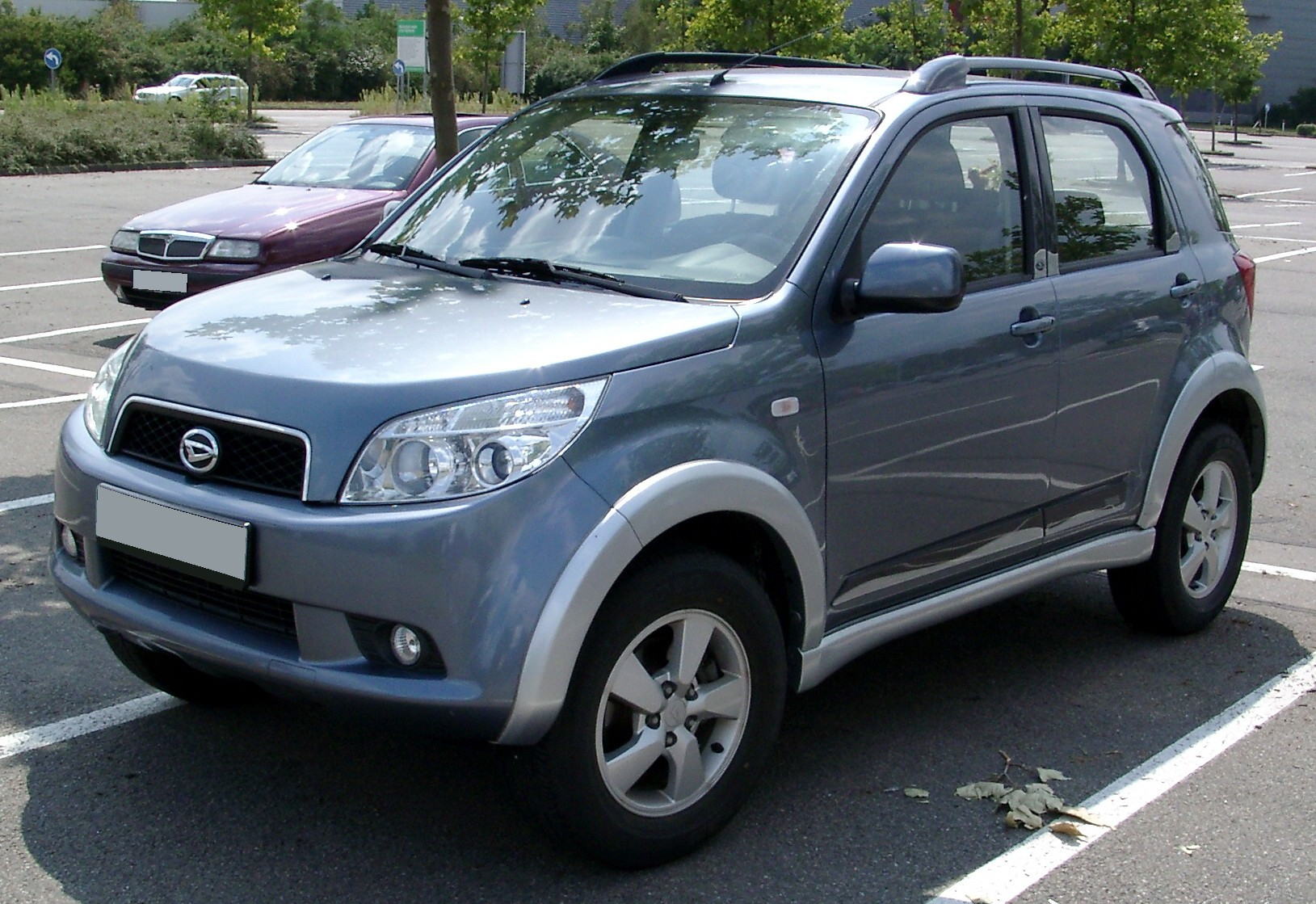
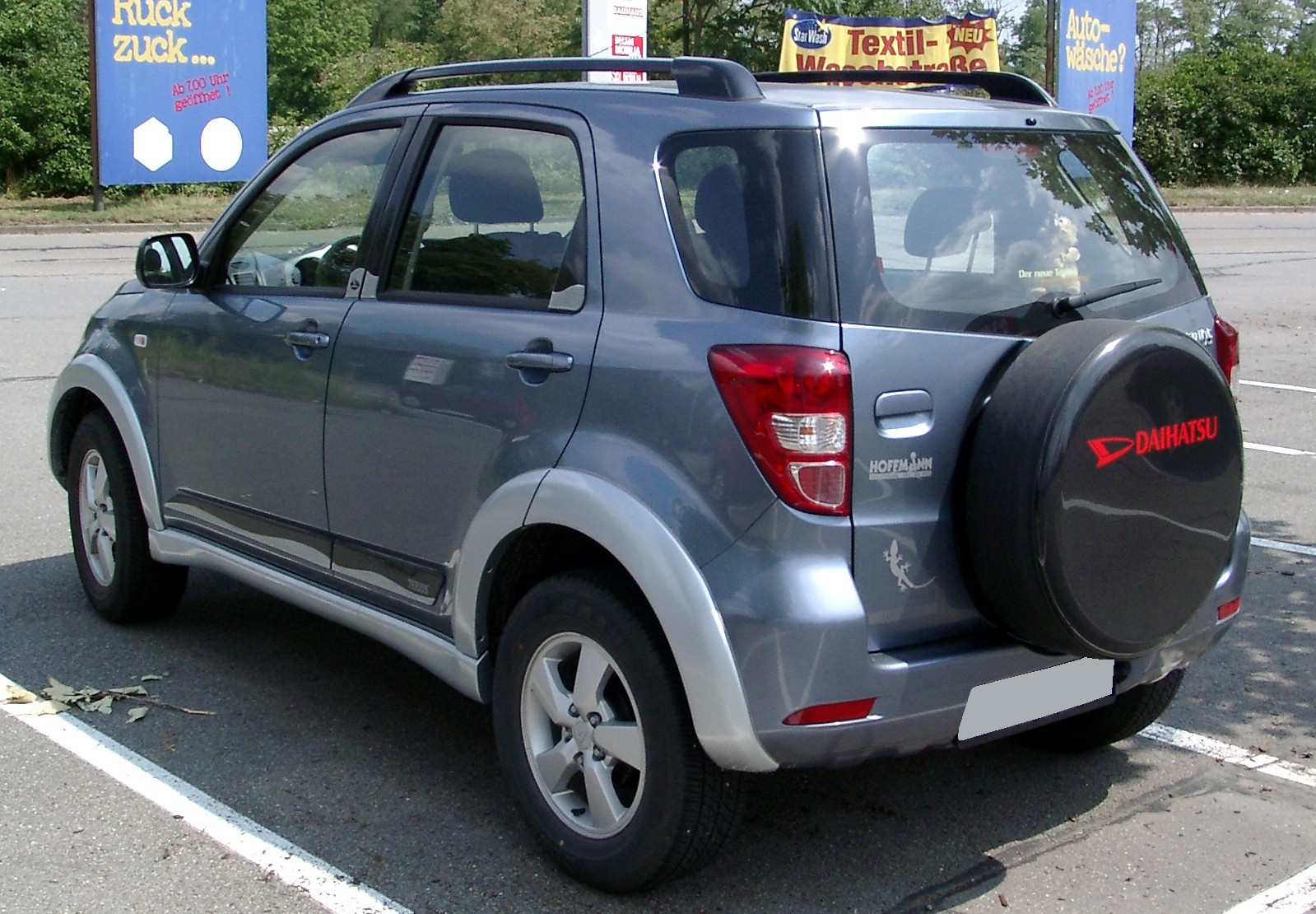
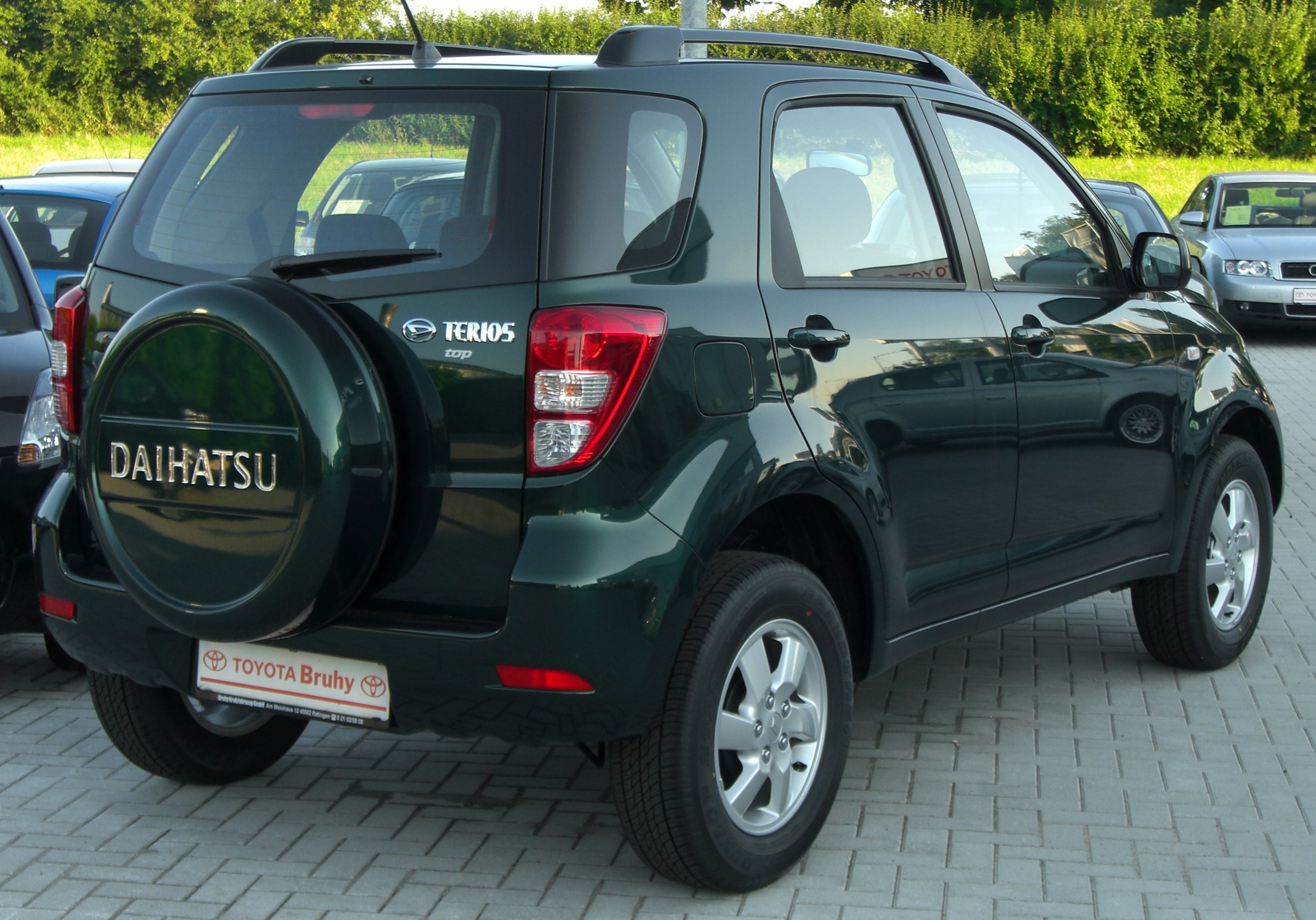
Topグレード（リア）
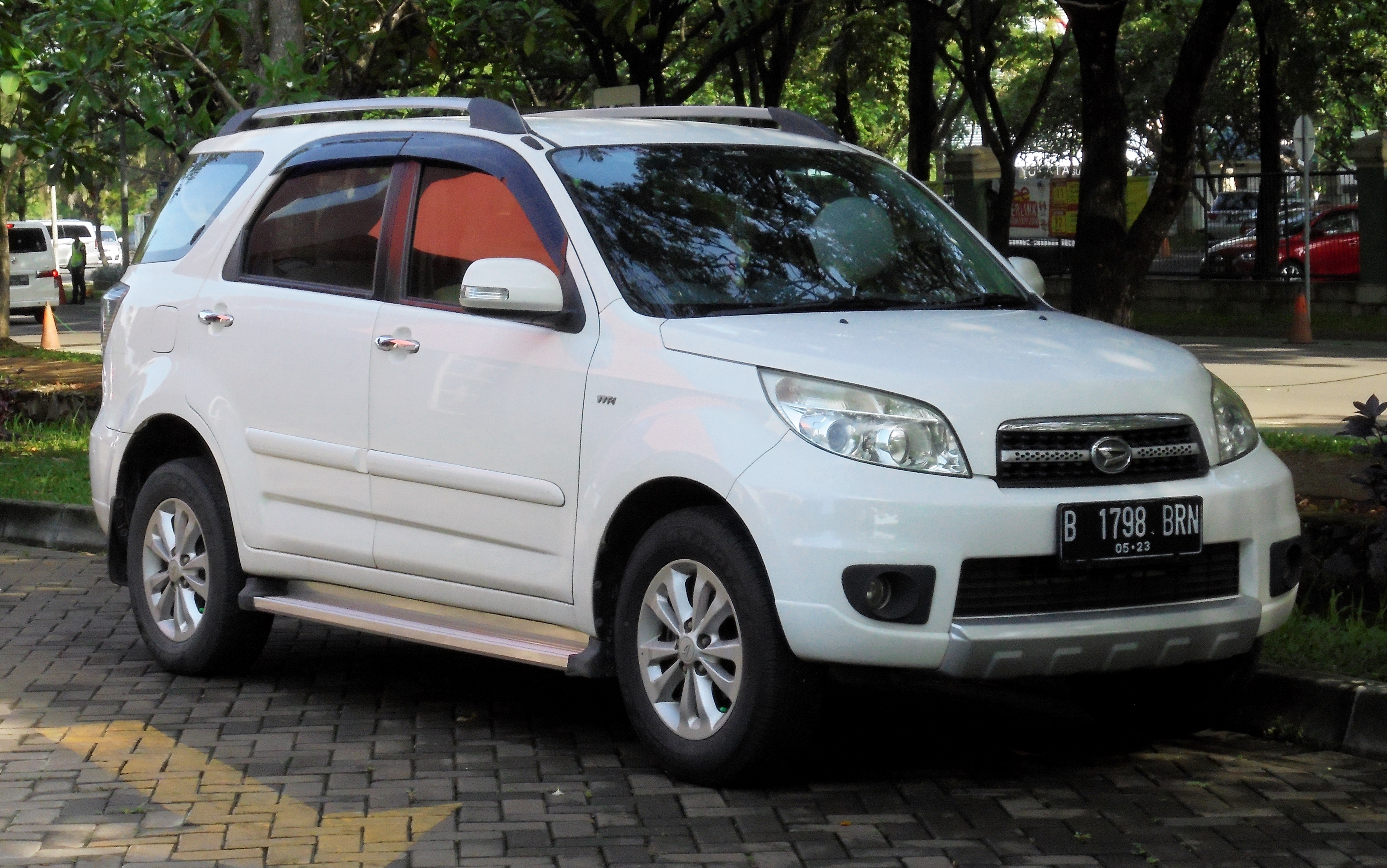
1.5 TXグレード
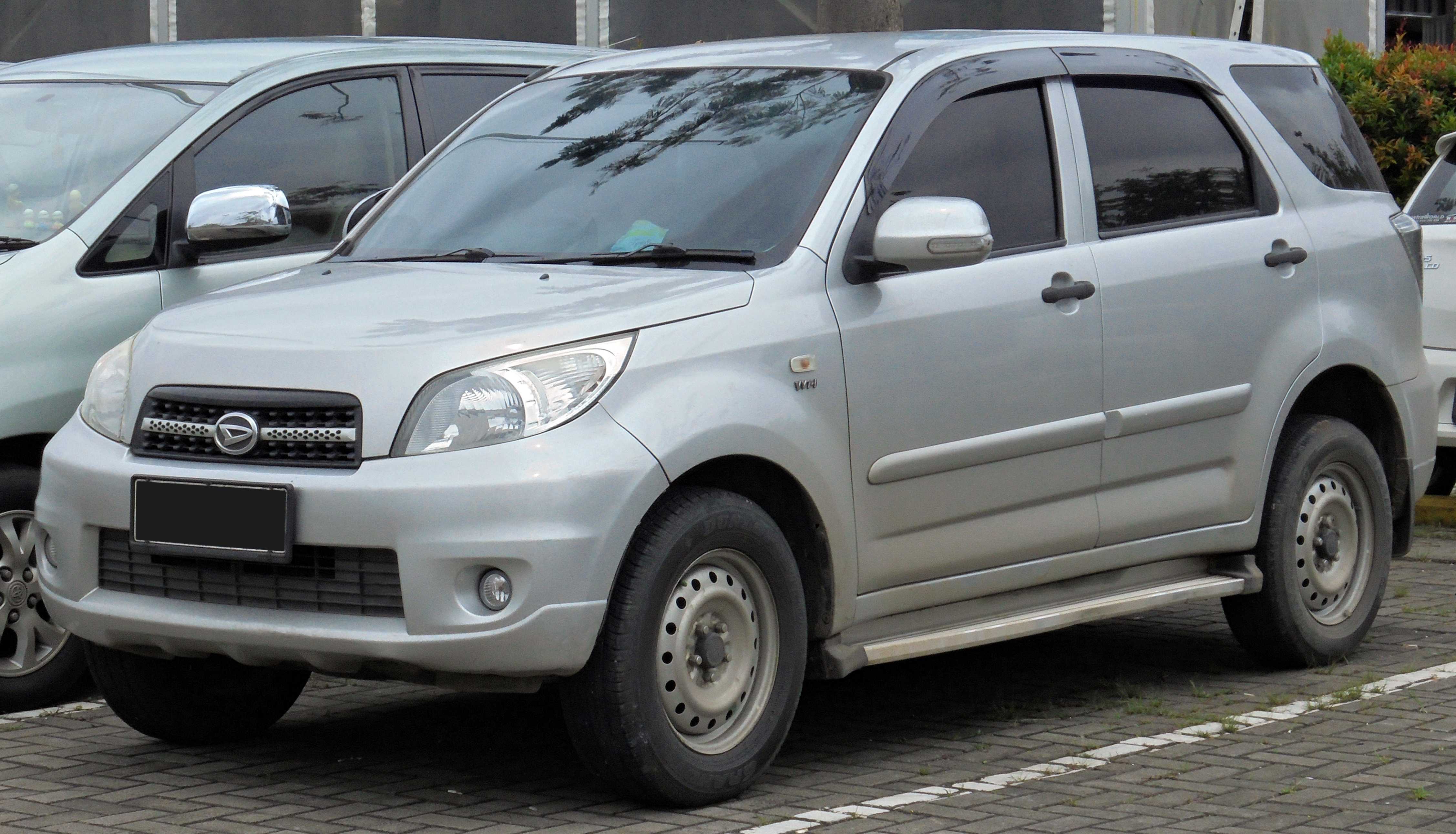
1.5 TSグレード
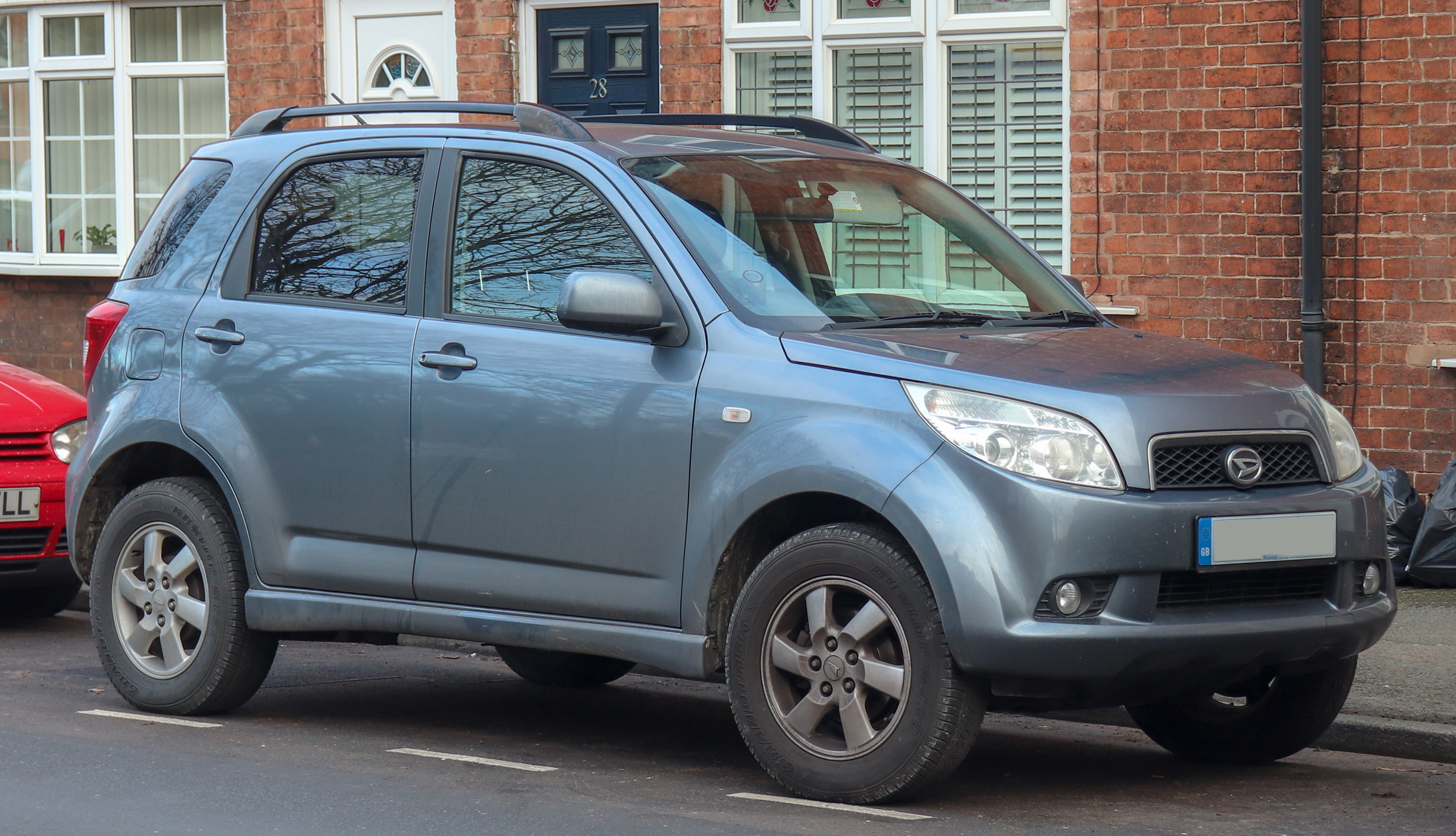
1.5 SEグレード（フロント）
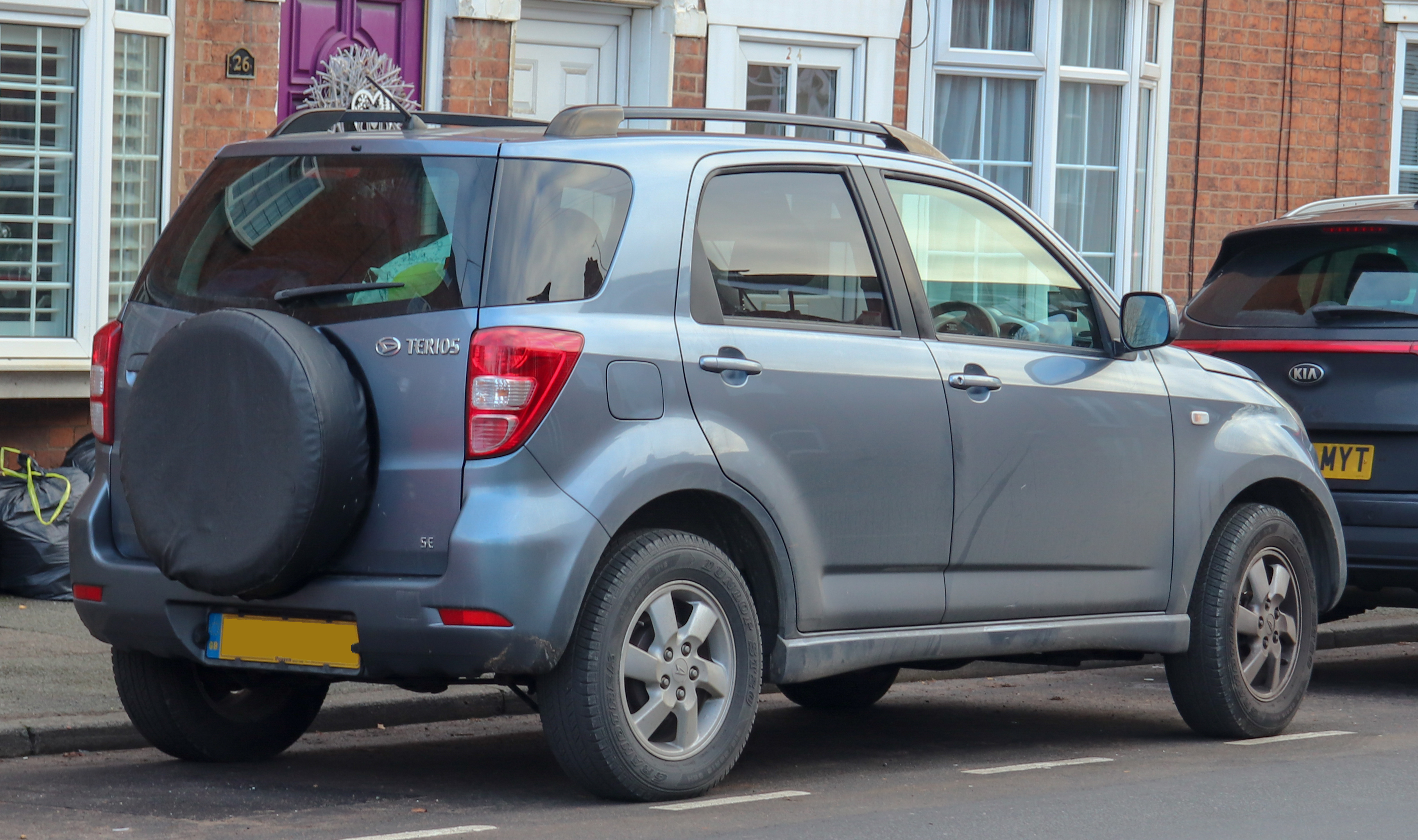
1.5 SEグレード（リア）
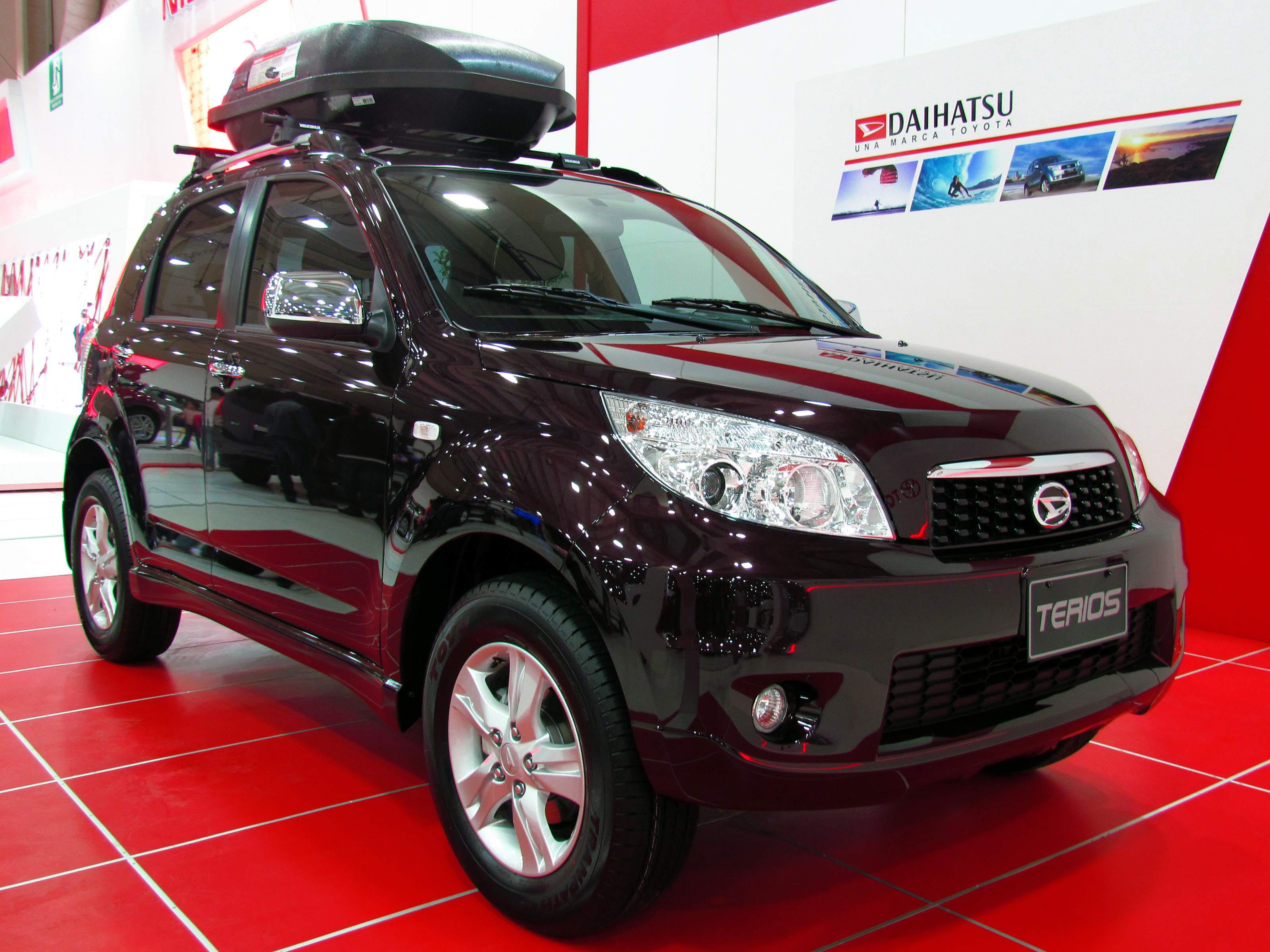
1.5 SXグレード
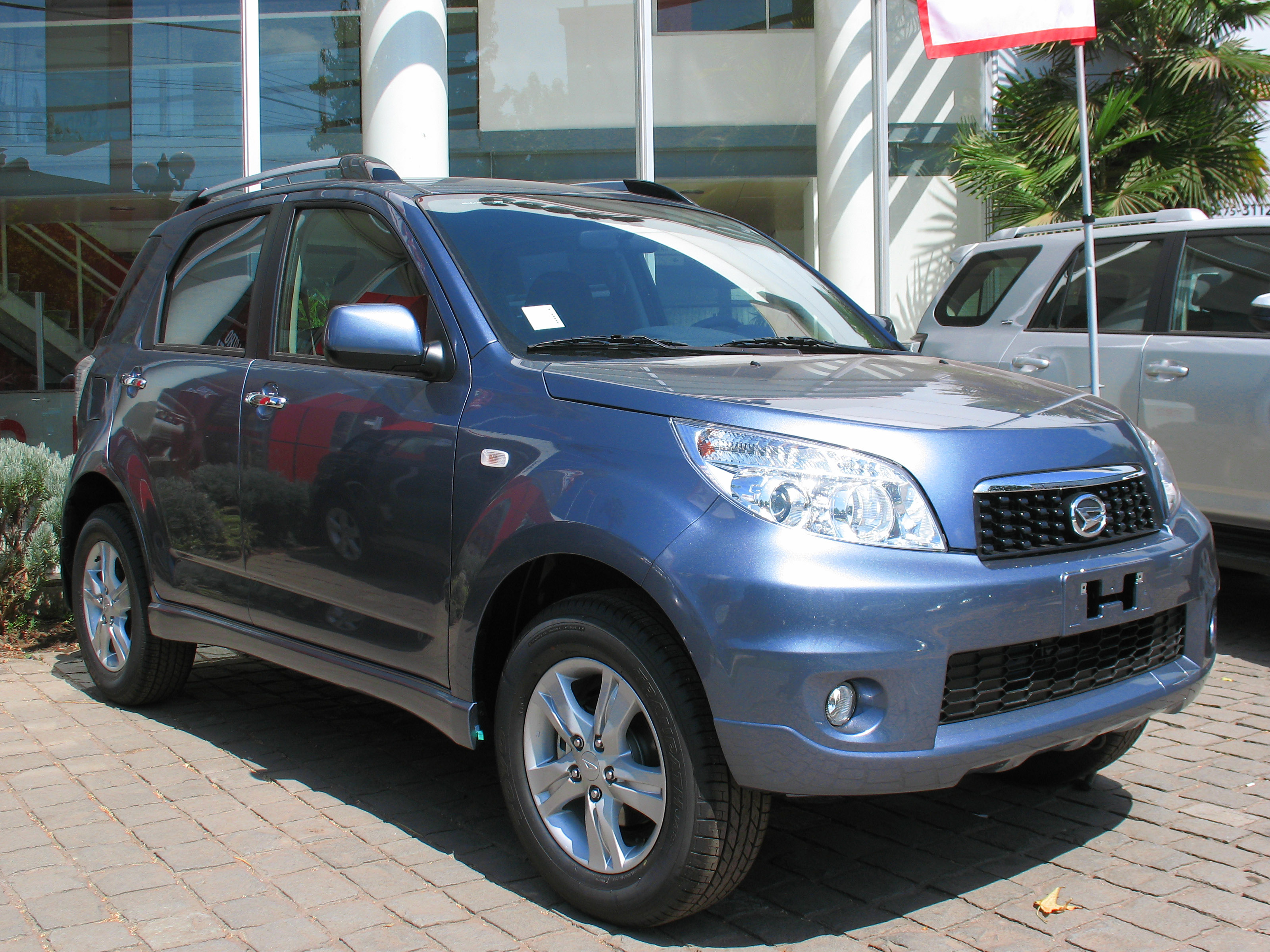
1.5 LEiグレード
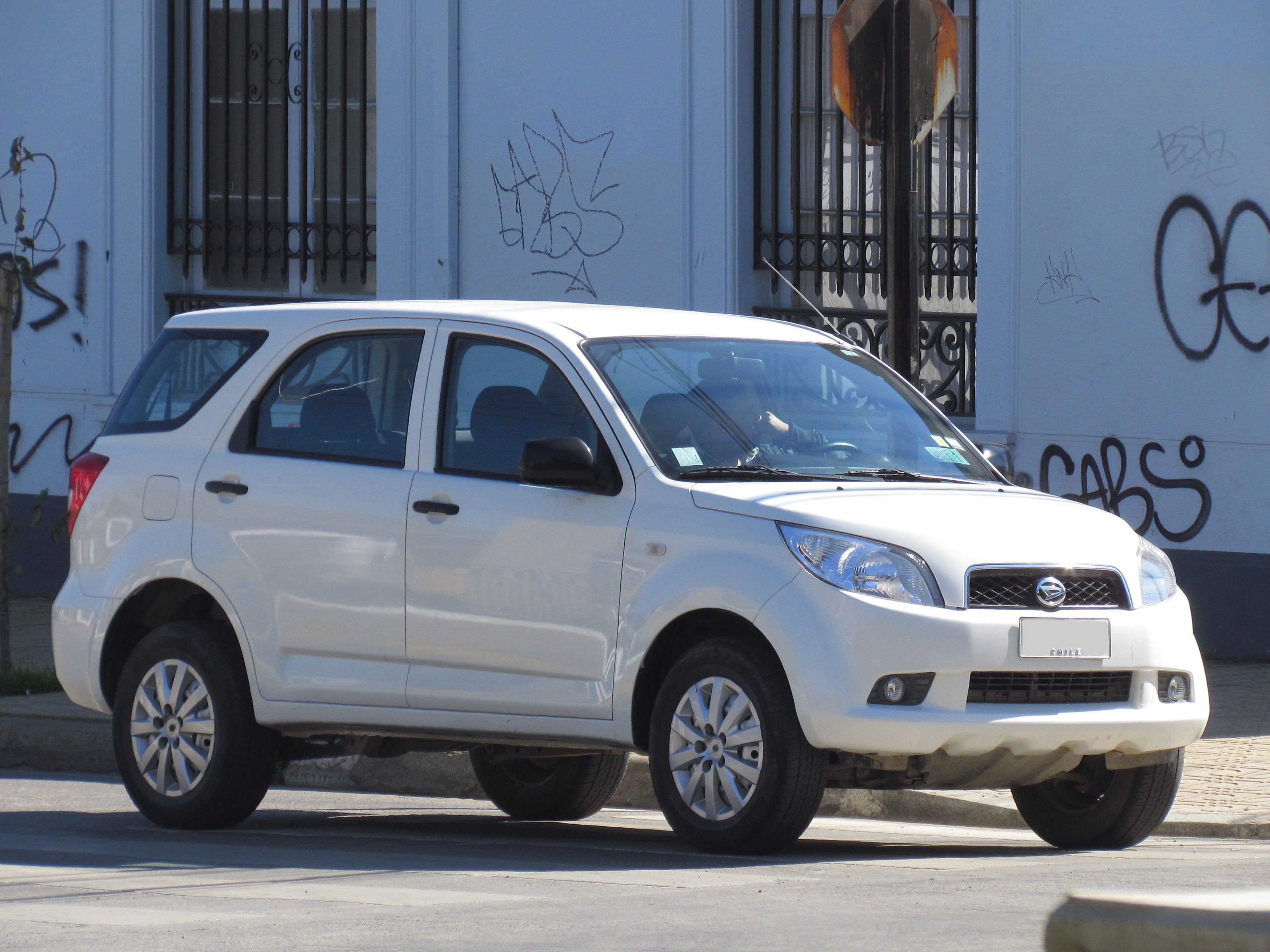
1.5 アドバンテージグレード（フロント）
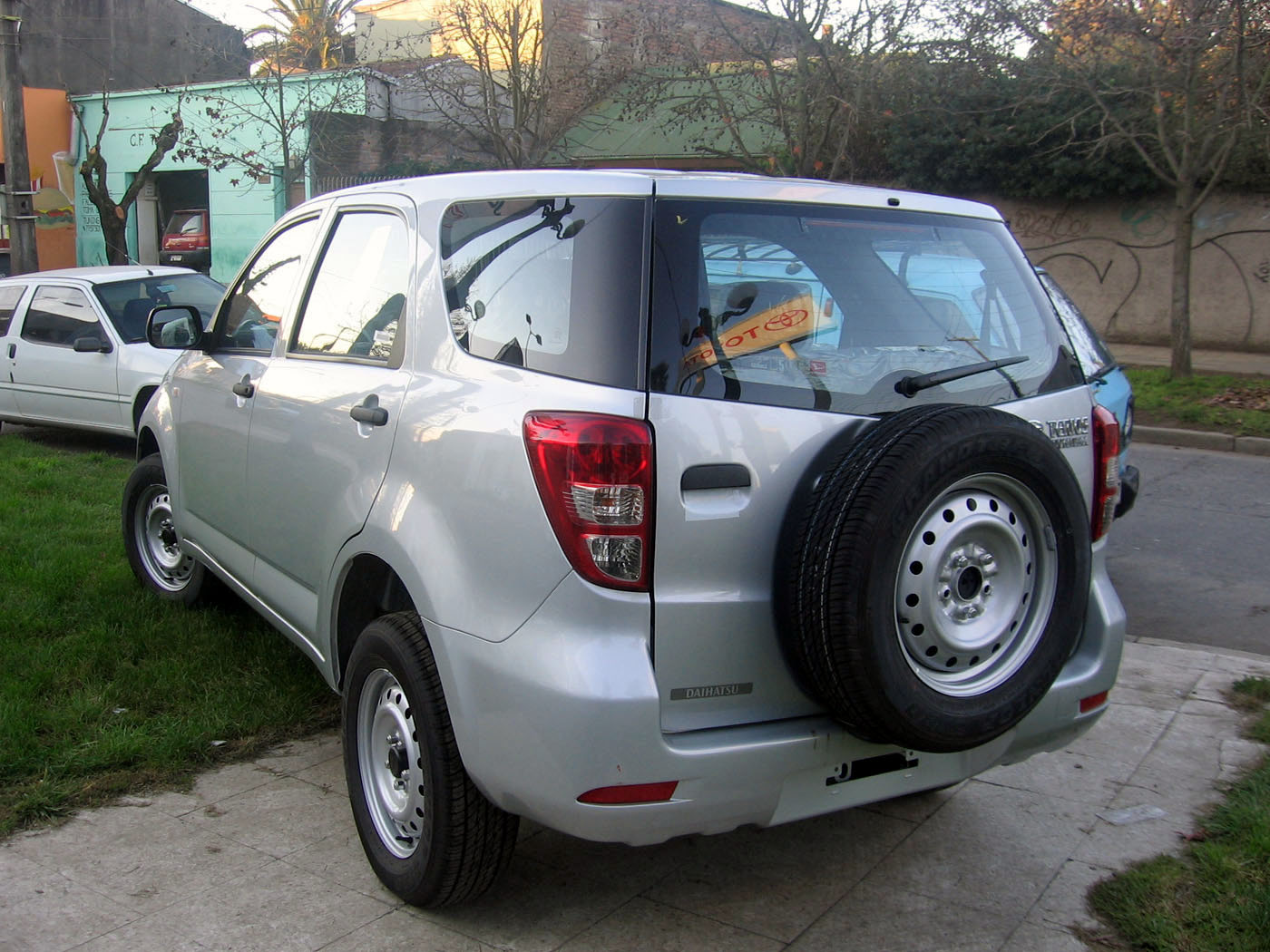
1.5 アドバンテージグレード（リア）

後期型

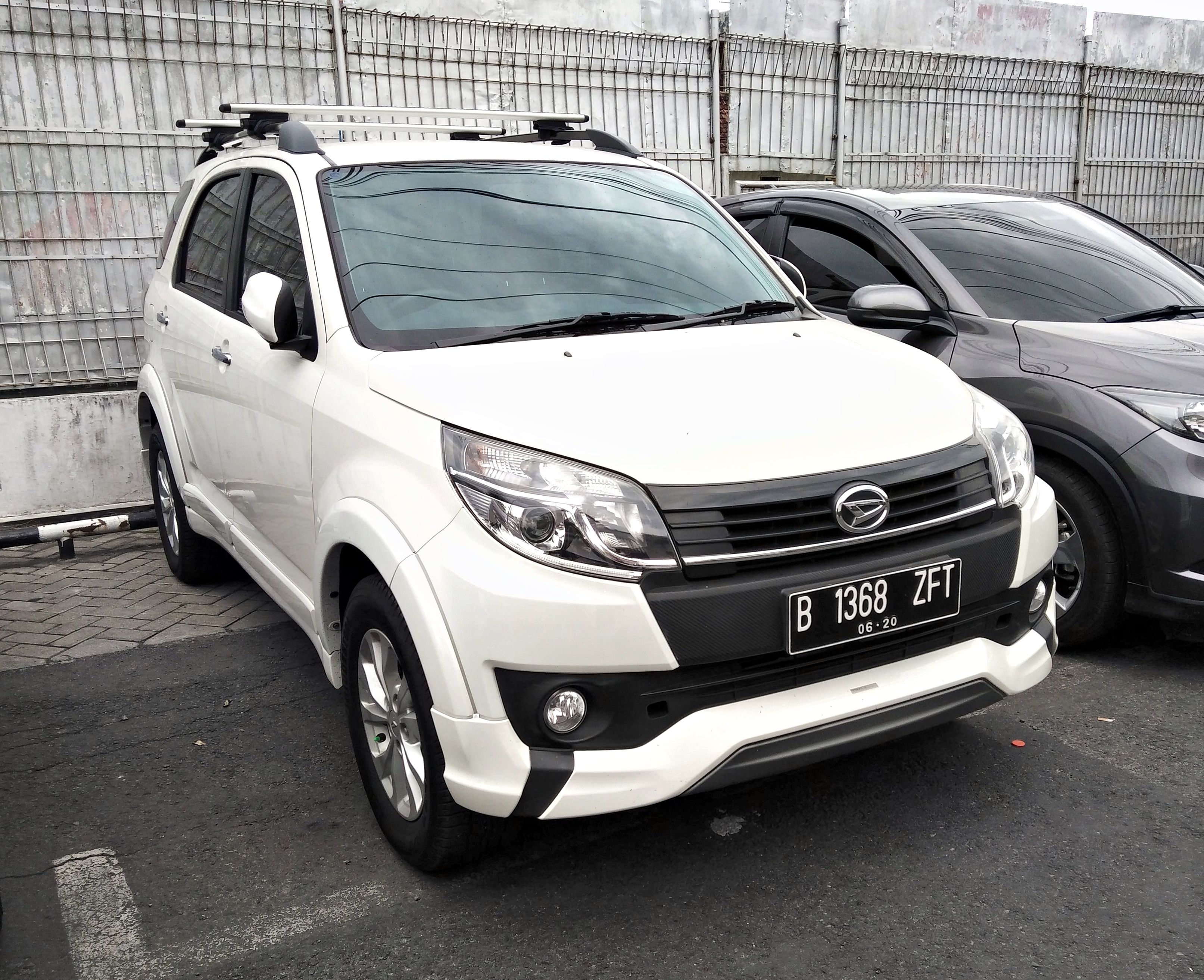
Rグレード
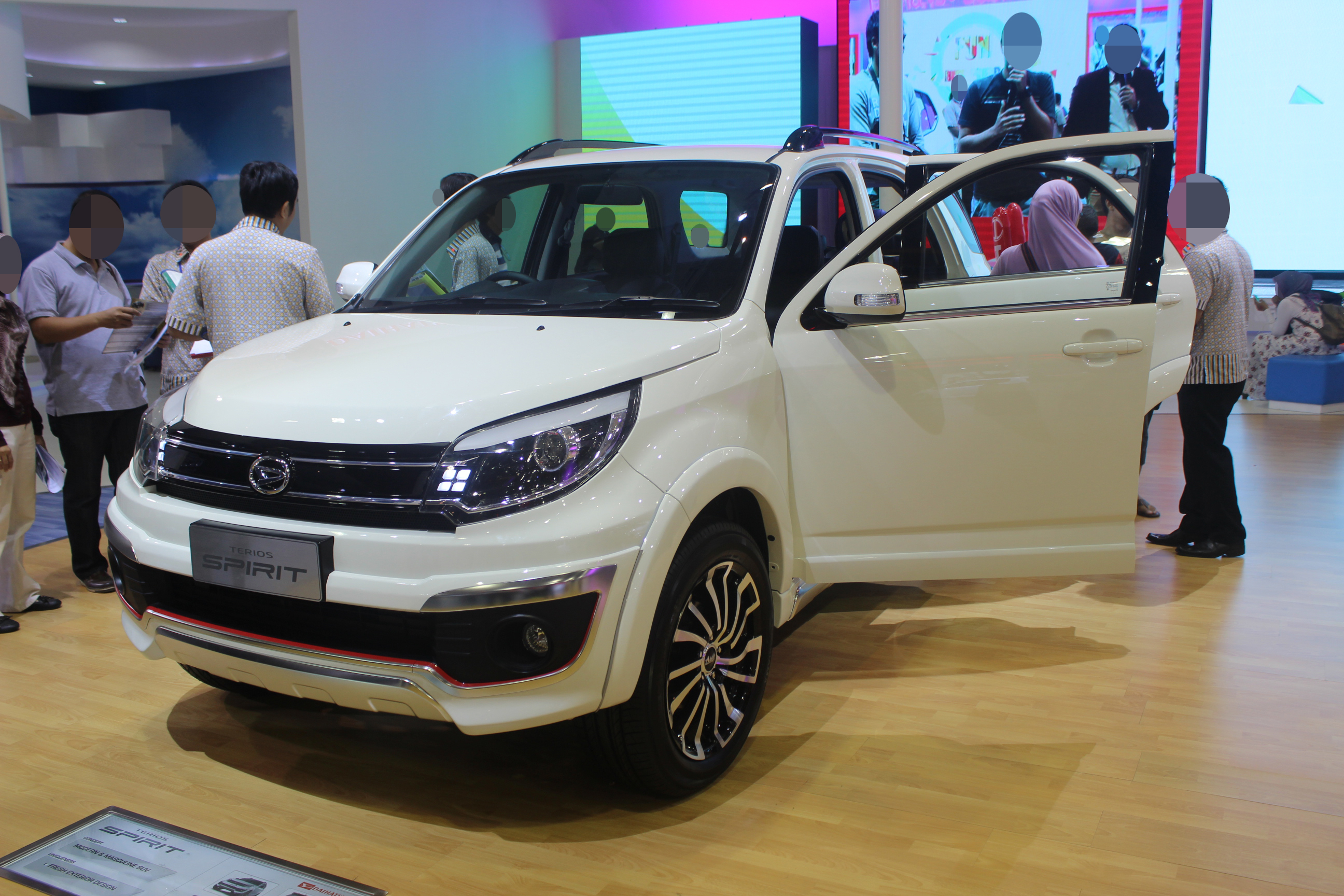
スピリットグレード

## 3代目 F800/F850型（2018年 - ）
2017年11月23日、インドネシアで3代目テリオスが発表された（2018年1月3日販売開始）。7人乗りのロングボディのみとなった。
姉妹車にはプロドゥアで生産されるアルズ（ARUZ）があり、この世代からトヨタ向けOEM（ラッシュ）はこのプロドゥア製となる。
2023年6月8日、マイナーチェンジ。
前期型

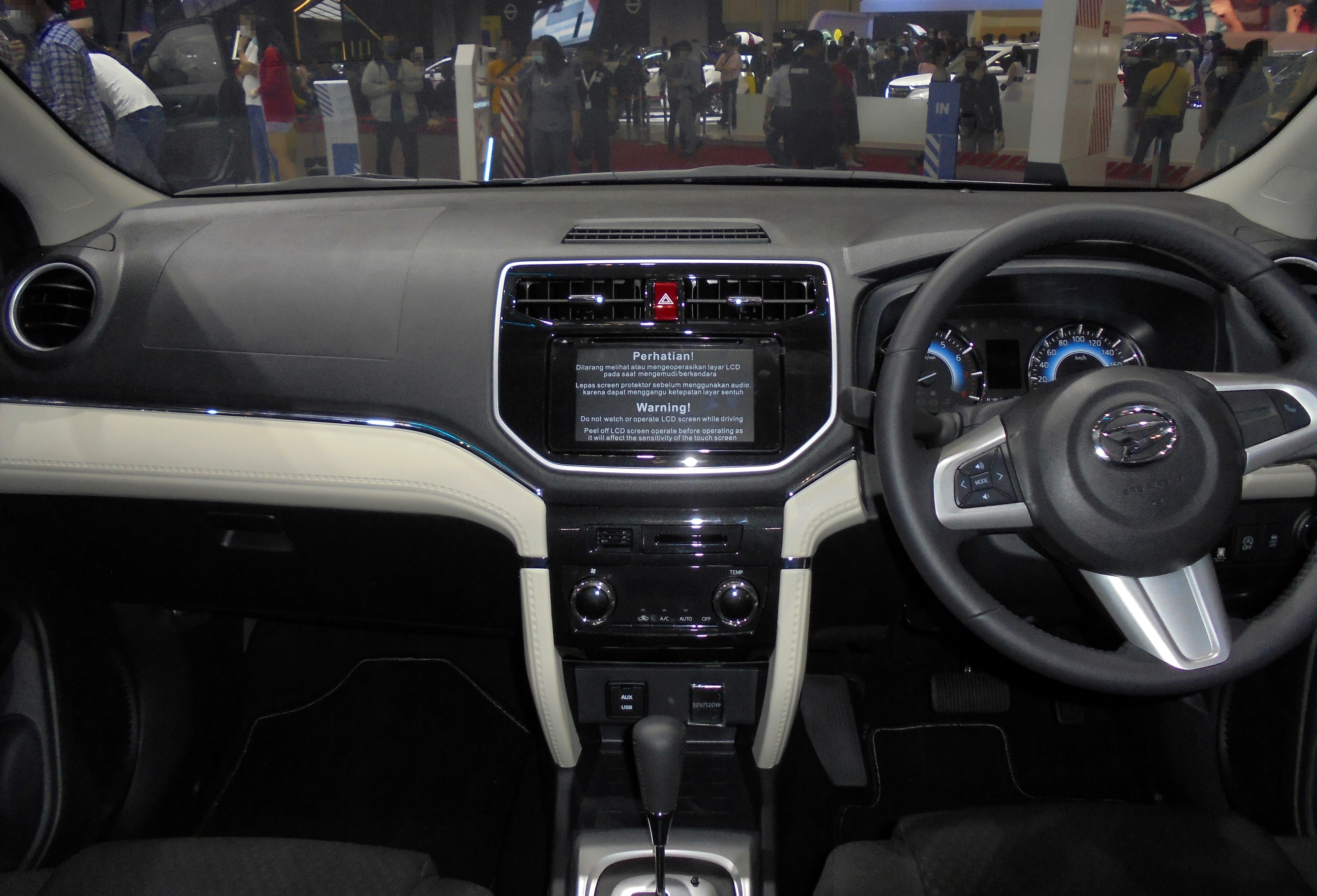
1.5 R デラックスグレード（インテリア）
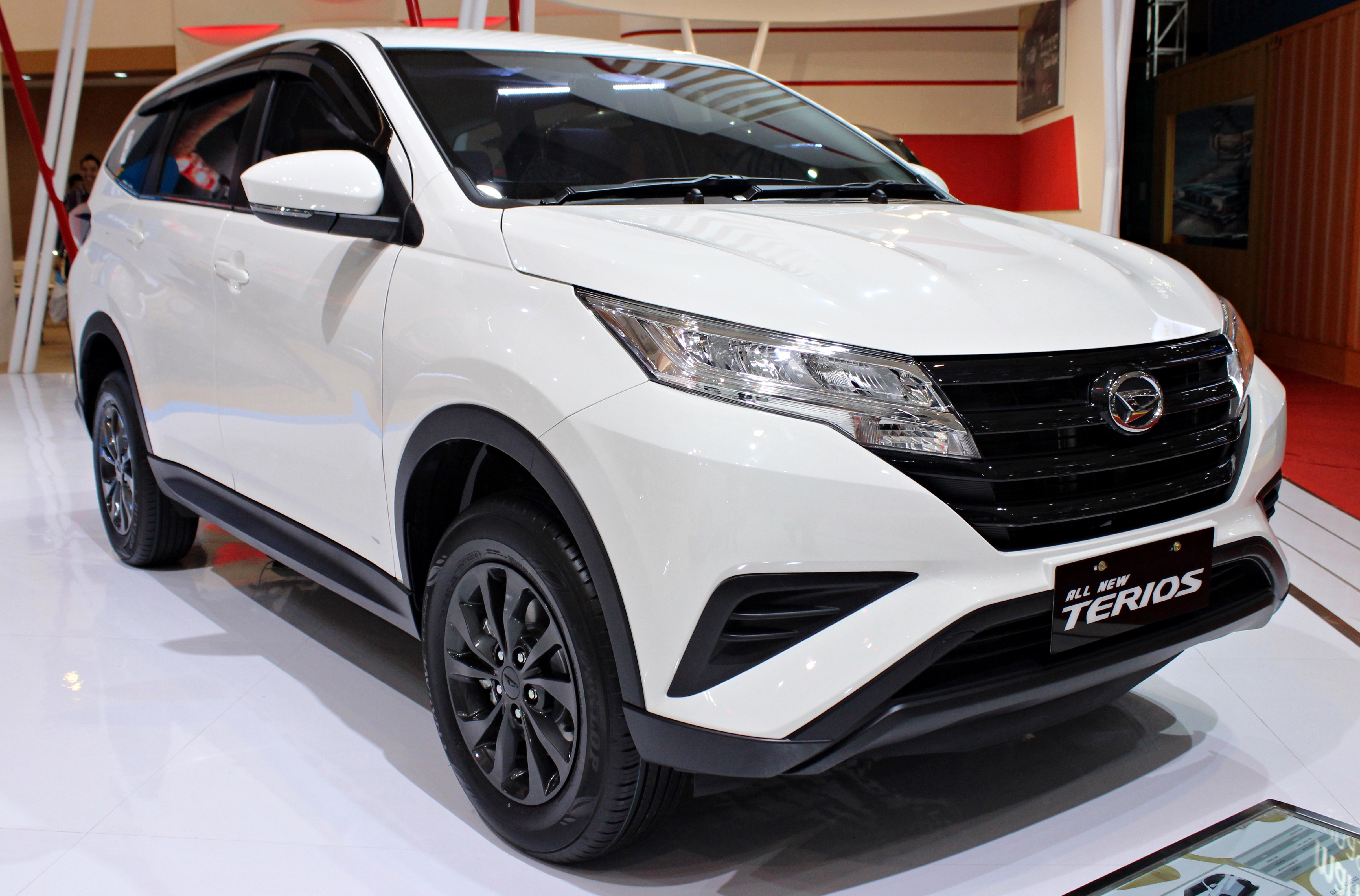
1.5 X デラックスグレード（フロント）
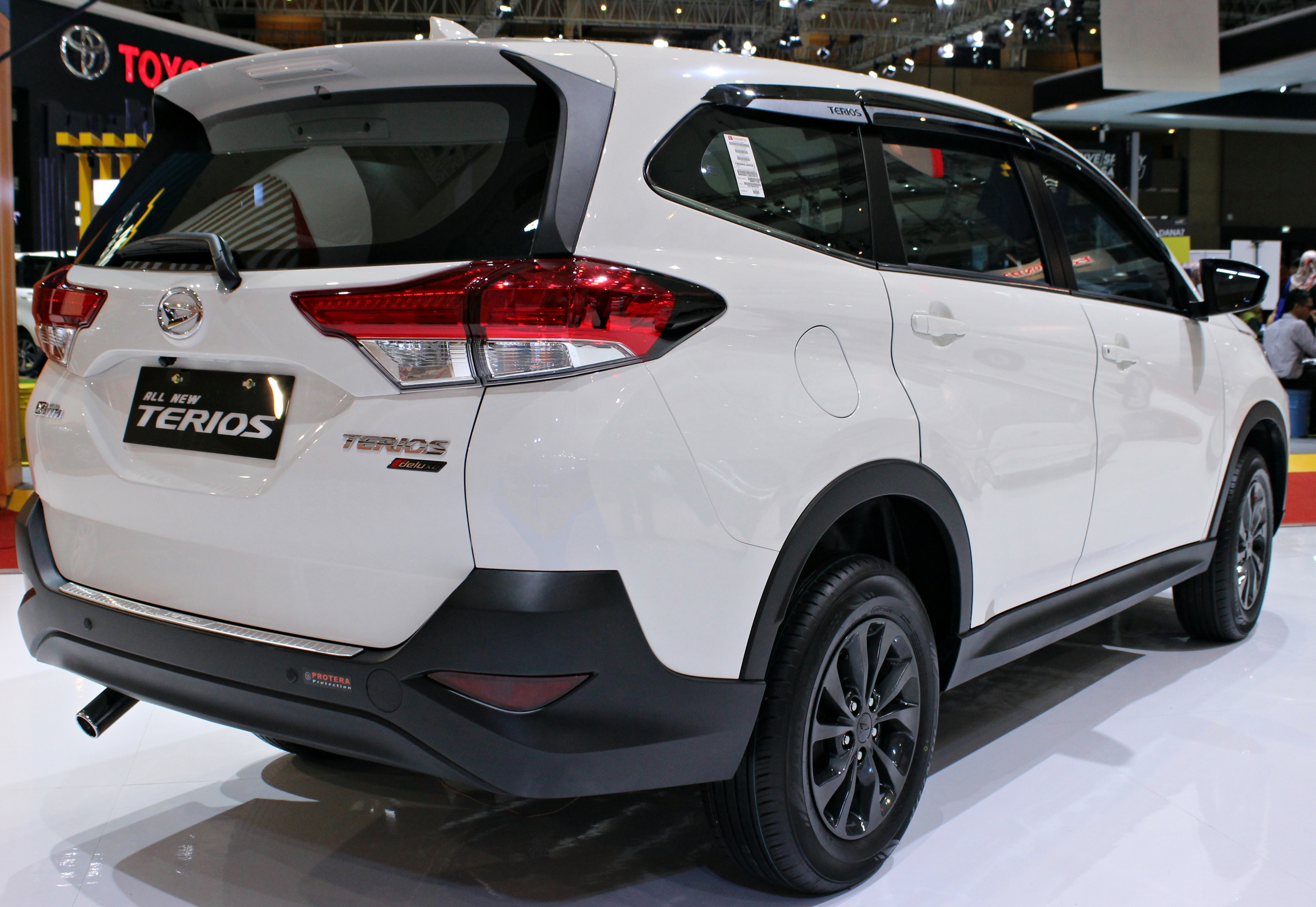
1.5 X デラックスグレード（リア）
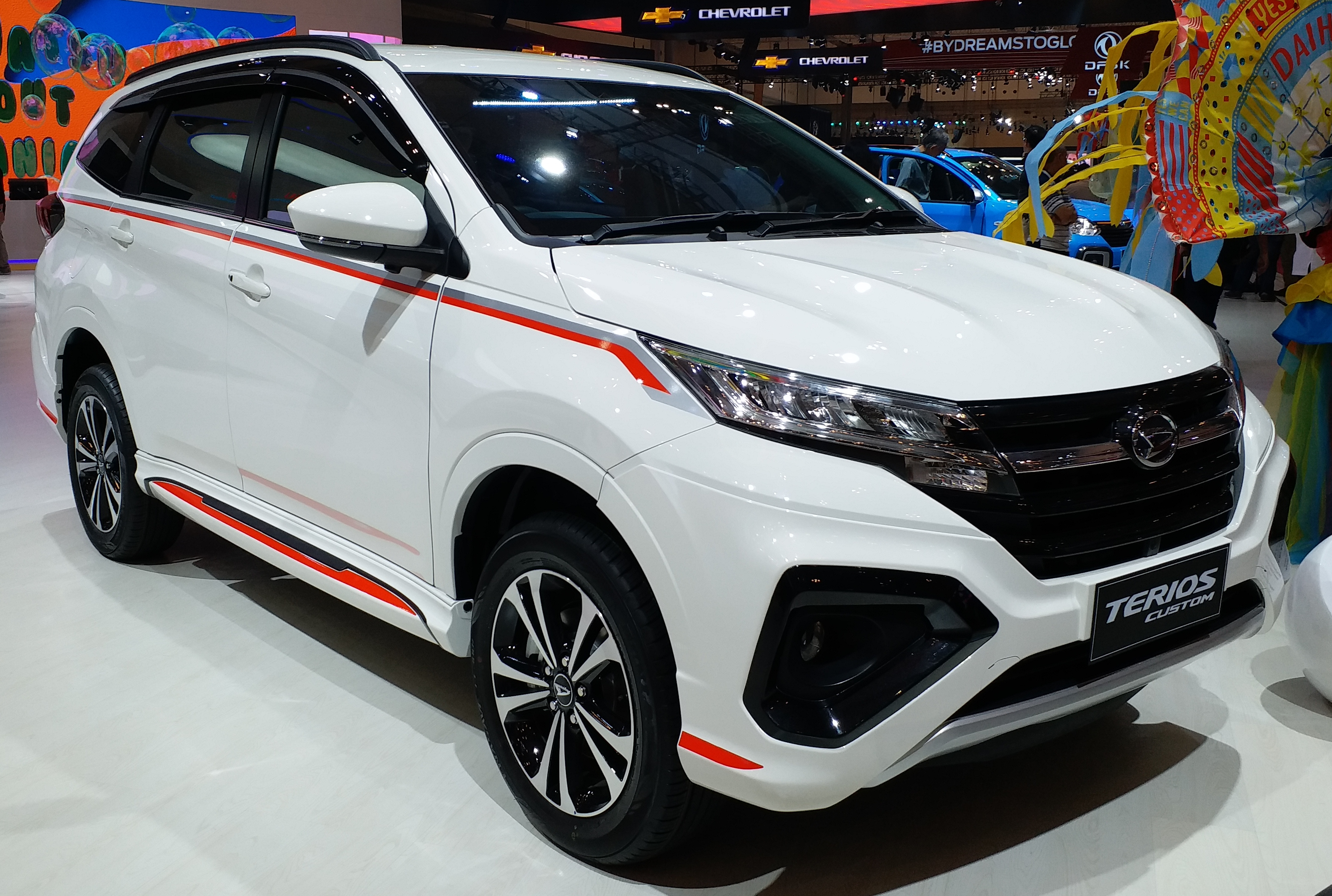
カスタム（フロント）
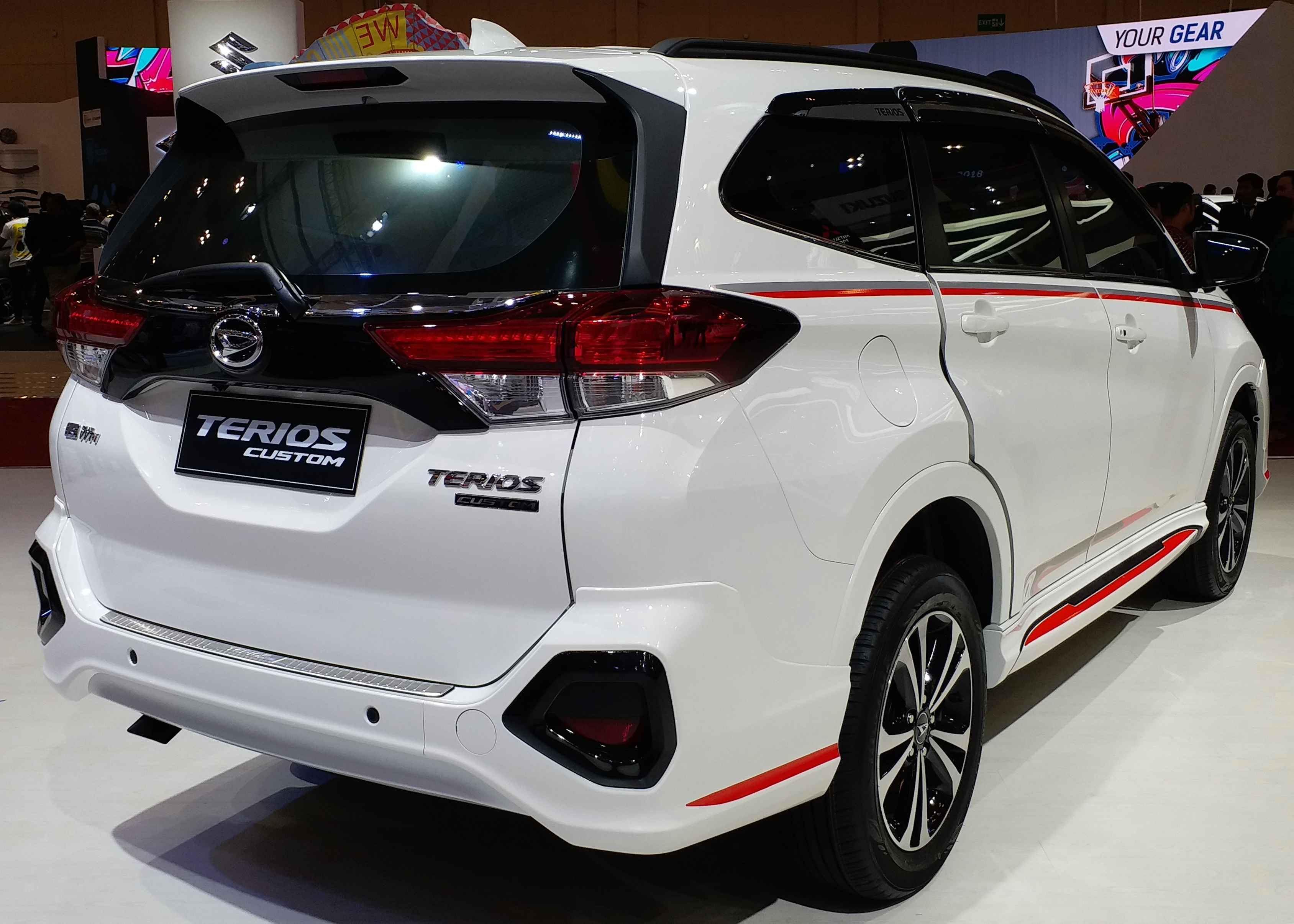
カスタム（リア）
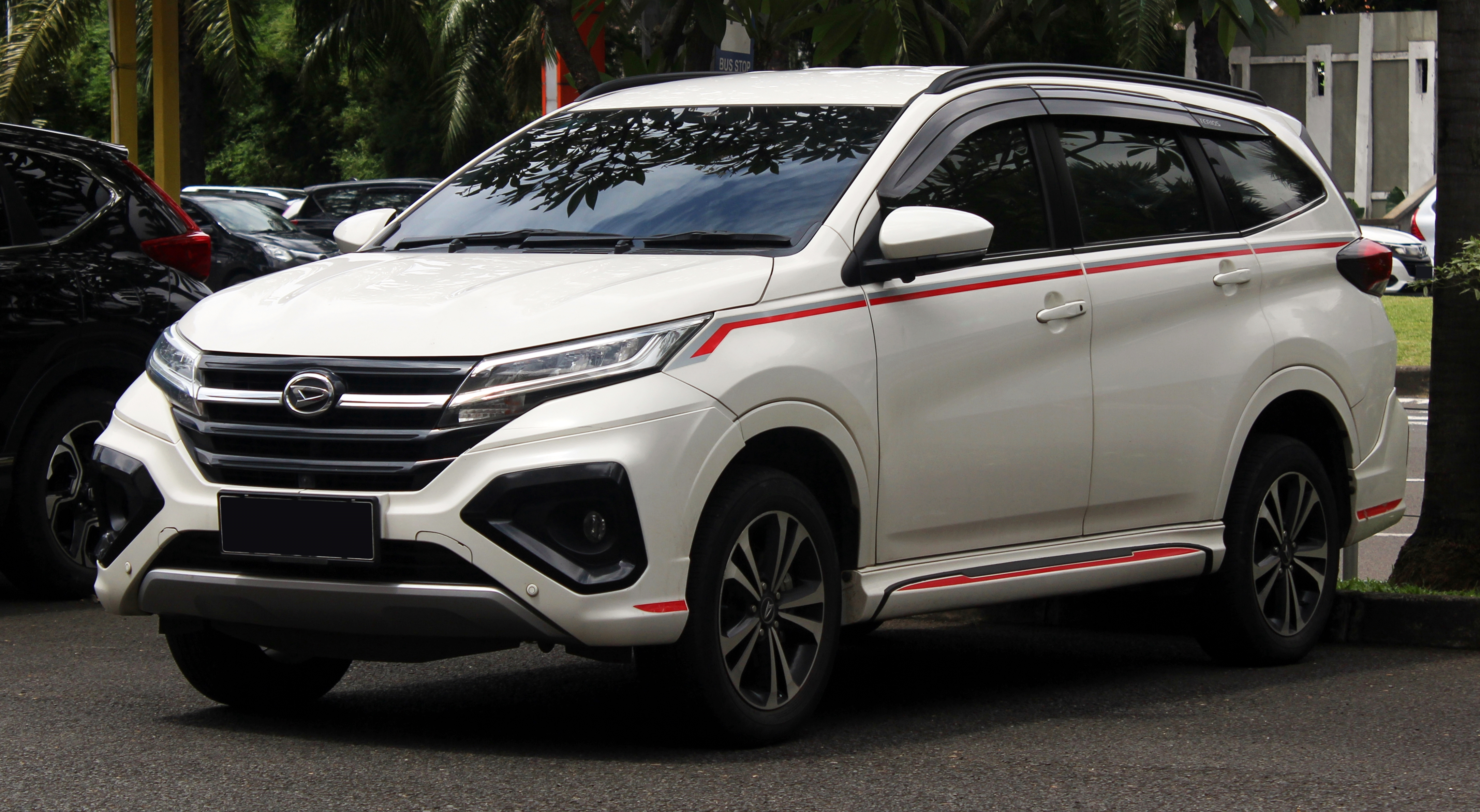
1.5 R カスタム
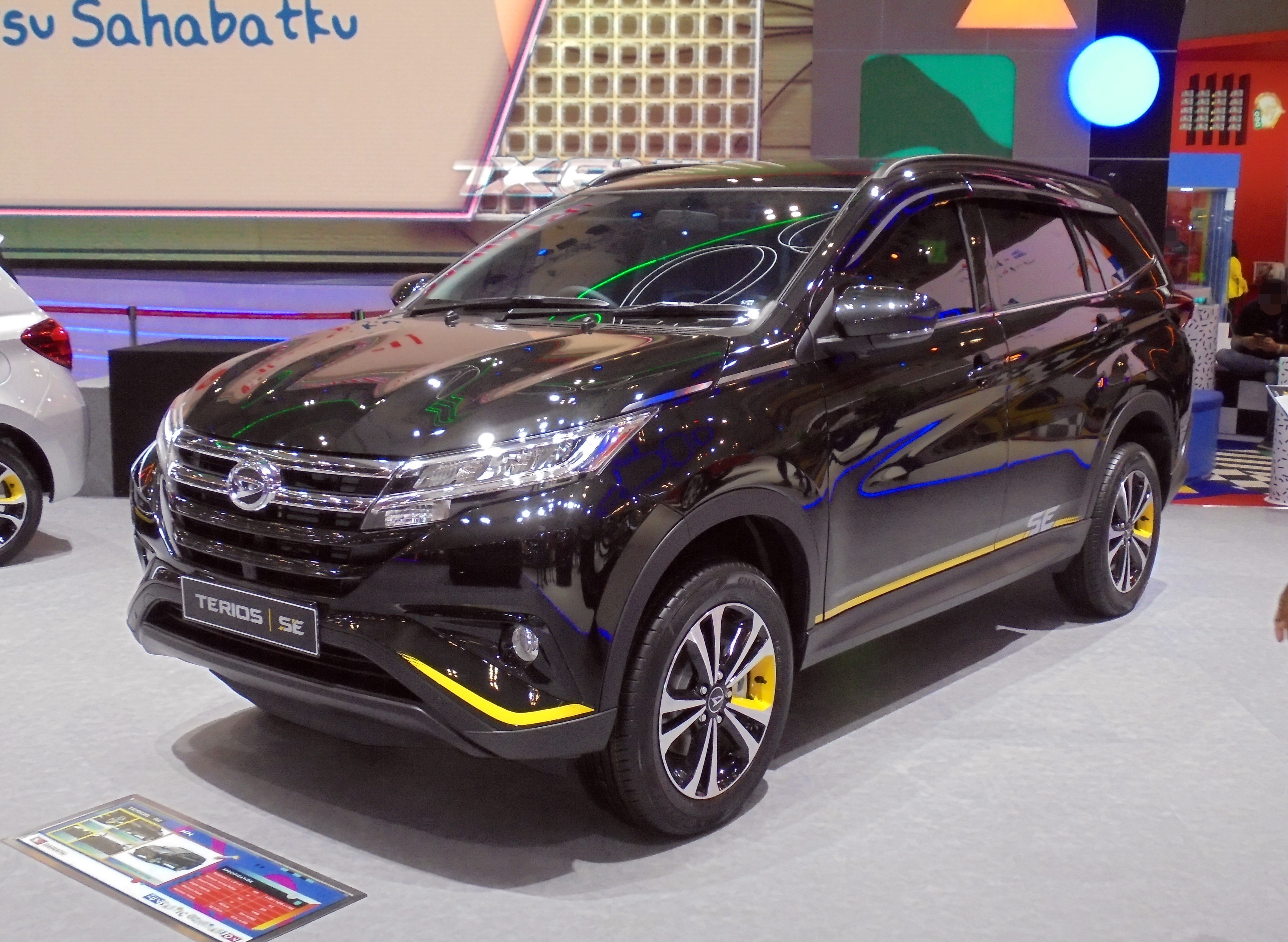
1.5 R スペシャルエディション（フロント）
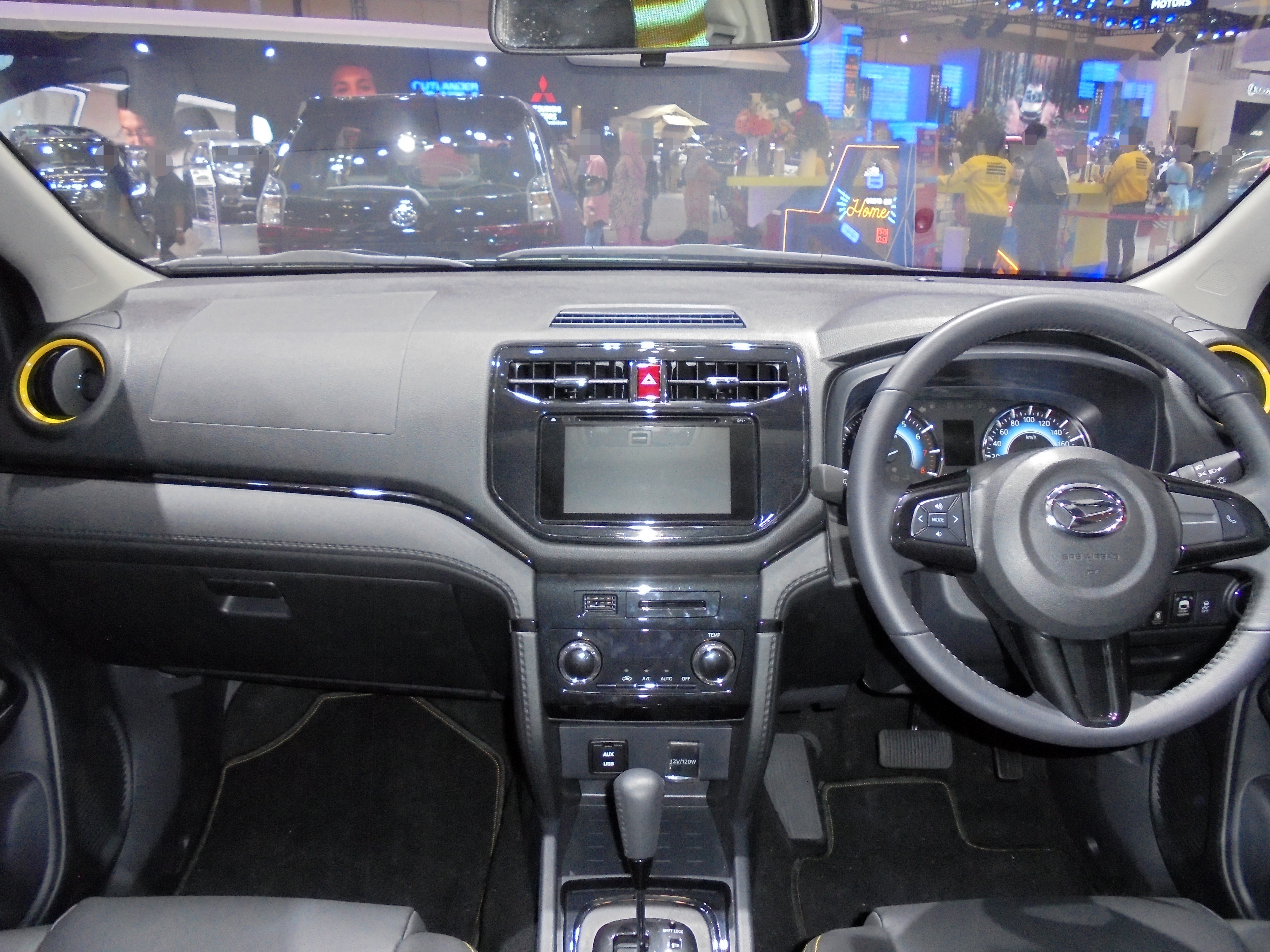
1.5 R スペシャルエディション（インテリア）

## 車名の由来
古代ギリシャ語で「願いを叶える」の意味。